# MSV Duisburg
Der Meidericher Spielverein 02 e. V. Duisburg (kurz: MSV Duisburg) ist ein Sportverein aus Duisburg, Nordrhein-Westfalen, Deutschland. Der Verein wurde am 2. Juni 1902 unter dem Namen Meidericher Spiel-Verein in der damaligen Stadt Meiderich gegründet und am 28. September desselben Jahres in den Rheinisch-Westfälischen Spiel-Verband aufgenommen. Der Verein hat 10.722 Mitglieder (Stand: 15. August 2025).
Der MSV Duisburg ist Gründungsmitglied der Fußball-Bundesliga in der Saison 1963/64 und wurde in der Premierensaison Vizemeister der Fußball-Bundesliga. Der Verein erreichte insgesamt viermal das Finale des DFB-Pokals und spielte einige Zeit auch international im UI-Cup sowie im UEFA-Cup und im Europapokal der Pokalsieger. Die Heimspiele der ersten Mannschaft werden in der Schauinsland-Reisen-Arena ausgetragen, die im Sportpark Duisburg liegt. Das Trainings- und Nachwuchsleistungszentrum befindet sich an der Westender Straße im Stadtteil Meiderich.
Die Vereinsfarben des MSV Duisburg sind blau-weiß. Wegen des gestreiften Trikots wird die Mannschaft auch „die Zebras“ genannt. Nachdem der Verein lange Zeit (insgesamt 28 Spielzeiten, zuletzt in der Saison 2007/08) der 1. Fußball-Bundesliga angehörte, spielte die erste Herrenmannschaft nach Abstiegen aus der 2. Bundesliga (zuletzt 2018/19) und der 3. Liga (2023/24) in der Saison 2024/25 in der viertklassigen Regionalliga West. Zur Saison 2025/26 stieg er wieder in die 3. Liga auf.
Die Profifußballabteilung ist in die MSV Duisburg GmbH & Co. KGaA ausgegliedert, deren Kommanditaktionäre zu 59,9 Prozent der Verein und zu 40,1 Prozent Capelli Sport sind. Ihr persönlich haftender und zur Geschäftsführung berechtigter Komplementär ist die MSV Duisburg Verwaltungsgesellschaft mbH, deren Anteile vollständig der Verein hält.

## Name und Fusionen

Historische Logos des MSV Duisburg

Der MSV Duisburg wurde am 2. Juni 1902 als Meidericher Spiel⹀Verein in der drei Jahre später mit Duisburg und Ruhrort vereinigten Stadt Meiderich gegründet, zum 4. August desselben Jahres bei der lokalen Polizei-Verwaltung angemeldet und am 28. September in den Rheinisch-Westfälischen Spiel-Verband (heute Westdeutscher Fußballverband) aufgenommen. Im Juni 1905 schloss sich der Verein mit dem 1903 entstandenen Sportklub Viktoria Meiderich zum Meidericher Sportverein zusammen. Drei Jahre später wurde der alte Name wieder übernommen. Der Eintrag in das Vereinsregister beim Amtsgericht Ruhrort (als Meidericher Spielverein von 1902 e. V.) erfolgte im Januar 1910.
Von 1919 bis 1923 bildeten die Meidericher Fußballer gemeinsam mit dem örtlichen Turnverein von 1880 den Großverein Meidericher TuS 1880. Im Zuge des Konfliktes zwischen Turn- und Spielverbänden musste dieser Verein wieder aufgespalten werden. In der abgebrochenen Saison 1944/45 bildete der MSV eine Kriegsspielgemeinschaft mit dem Lokalrivalen SpVgg Meiderich 06.
Am 9. Januar 1967 erhielt der Verein den bereits zweieinhalb Jahre zuvor beschlossenen und bis heute gültigen Namen Meidericher Spielverein 02 e. V. Duisburg.

## Sportliche Entwicklung

### Von der Gründung 1902 bis 1925
| Liga                       | Saison  | Platz | Tore             | Punkte |
| -------------------------- | ------- | ----- | ---------------- | ------ |
| III. Bezirk, 3. Klasse     | 1902/03 | 5     | 11:13            | 01-15  |
| III. Bezirk, 3. Klasse     | 1903/04 | 2     | 17:17            | 07-05  |
| III. Bezirk, 3. Klasse     | 1904/05 | 1     | 56:14            | 20-04  |
| IV. Bezirk, 2. Klasse      | 1905/06 | 2     | 36:30            | 15-13  |
| III. Bezirk, 2. Klasse     | 1906/07 | 5     | 08:44            | 00-16  |
| III. Bezirk, 2. Klasse     | 1907/08 | –     | Disqualifikation |        |
| III. Bezirk, B Klasse      | 1908/09 | 2     | 63:27            | 22-06  |
| III. Bezirk, B Klasse      | 1909/10 | 1     | k. A.            | k. A.  |
| III./IV. Bezirk, A Klasse  | 1910/11 | 4     | 62:40            | 18-04  |
| A. Klasse rhein. Nordkreis | 1911/12 | 5     | 30:25            | 10-14  |
| A. Klasse rhein. Nordkreis | 1912/13 | 3     | 53:26            | 18-10  |
| A. Klasse Ruhrkreis        | 1913/14 | 1     | 88:13            | 36-0   |
| Ruhrkreis Ruhrbezirk       | 1914/15 | 3     | 13:19            | 07-09  |
| Ruhrkreis Duisburg         | 1915/16 | 3     | 51:34            | 22-10  |
| Ruhrkreis Duisburg         | 1916/17 | 6     | 24:52            | 18-20  |
| Ruhrkreis Duisburg         | 1918/19 | 7     | 19:27            | 10-18  |
| Kreisliga rhein. Nordkreis | 1919/20 | 2     | 49:22            | 28-12  |
| Kreisliga Duisburg         | 1920/21 | 4     | 23:26            | 20-16  |
| Kreisliga Duisburg         | 1921/22 | 1     | 38:06            | 30-06  |
| Gauliga Niederrhein        | 1922/23 | 2     | 45:17            | 23-07  |
| Gauliga Niederrhein        | 1923/24 | 4     | 73:35            | 39-21  |
| Gauliga Niederrhein        | 1924/25 | 3     | 46:21            | 19-11  |

Nach ersten Freundschaftsspielen war der Verein schon 1902/03 als Teilnehmer der III. Klasse (auch C-Klasse, seinerzeit die unterste Spielklasse) beim Start des Ligabetriebs in Westdeutschland dabei. Gespielt wurde auf einem Feld, das im Schatten der Zeche Westende an der damaligen Friedrich-Wilhelm-, der heutigen Westender Straße lag. Im dritten Jahr konnte der Verein seinen ersten Aufstieg in die B-Klasse feiern, in der er offenbar sogleich den 2. Platz erreichte. Das folgende Spieljahr endete aber desaströs und wohl ohne jeden Punktgewinn, einen Abstieg verhinderte nur der Ausschluss anderer Teams, ebenso wie 1907/08, als man selbst disqualifiziert wurde. Gerade auch Dank erster Förderer hatte sich der MSV jedoch früh als Fußballverein etabliert, und auch deshalb konnte er bereits 1909 um den Aufstieg in die A-Klasse kämpfen. Nach einer 1:3-Niederlage im entscheidenden Spiel gegen den Turn-Club Essen mussten die Aufstiegsträume allerdings vorerst begraben werden.
Doch schon ein Jahr später, im Jahr 1910, konnte der langersehnte Aufstieg in die A-Klasse gefeiert werden, in der die erste Saison als 4., hinter dem Lokalrivalen VfvB Ruhrort, abgeschlossen werden konnte. Für die nächste Saison hatte sich der Verein den Aufstieg in die höchste Spielklasse, die sogenannte „Zehnerliga“, zum Ziel gesetzt, da er einen starken Nachwuchs besaß. Dieses Unterfangen gelang jedoch nicht, da das entscheidende Spiel gegen den VfvB Ruhrort nur 1:1 endete. Dafür konnte in der Saison 1912/13 der Gewinn des Dr.-Haßlacher-Pokals gefeiert werden. Die Saison 1913/14 ist die bis dahin erfolgreichste Saison der Vereinsgeschichte. Die erste Mannschaft gewann alle 12 Spiele und hatte am Ende ein Torverhältnis von 88:13 Toren, wodurch der Aufstieg in die Zehnerliga geschafft wurde.
Von nun an konnte sich der Meidericher SV mit den traditionsreichen Mannschaften Essener TB, Duisburger SV oder Preußen Duisburg messen, doch aufgrund des Krieges geriet der Fußball erst einmal in den Hintergrund. Um sich auf die erste Saison in der Kreisliga Ruhrkreis vorzubereiten, testete man gegen starke Gegner, wie den Bonner FV (4:0), TB Essen (5:4) oder den Duisburger SpV (2:3), doch das Highlight war der 19:2-Sieg gegen den TC Gelsenkirchen, der noch ein Jahr zuvor in der Zehnerliga spielte. Obwohl ein Großteil der Mitglieder des MSV den Kriegsdienst versah, konnten die Zebras 1915 durch einen 5:0-Finalsieg über den FC Eppenhausen den Kriegspokal des Westdeutschen Spielverbandes im Ruhrkreis gewinnen.
Nach dem Krieg hatte der MSV das Ziel, in die Gauliga aufzusteigen, doch in den Folgejahren, in denen auch die Jugendabteilung der Meidericher gegründet wurde, belegte er hintere Plätze. Um aufzusteigen, holte man Karl Lebzelter als ersten Trainer an die Westender Straße. Dank einer neuen Ligaeinteilung konnte der Meidericher SV 1922/23 am Spielbetrieb der Gauliga Niederrhein teilnehmen, der 16 Mannschaften angehörten, so dass die erste Saison über zwei Jahre ausgespielt wurde.

### Die Jahre bis zum Zweiten Weltkrieg
| Liga                      | Saison  | Platz | Tore   | Punkte |
| ------------------------- | ------- | ----- | ------ | ------ |
| Bezirksklasse Niederrhein | 1925/26 | 4     | 107:46 | 37-23  |
| Bezirksklasse Niederrhein | 1926/27 | 2     | 50:34  | 22-06  |
| Bezirksklasse Niederrhein | 1927/28 | 2     | 48:26  | 20-08  |
| Bezirksklasse Niederrhein | 1928/29 | 1     | 48:22  | 22-06  |
| Bezirksliga Niederrhein   | 1929/30 | 3     | 42:26  | 21-11  |
| Bezirksklasse Niederrhein | 1930/31 | 1     | 65:19  | 29-03  |
| Bezirksklasse Niederrhein | 1931/32 | 1     | 73:22  | 38-06  |
| Bezirksklasse Niederrhein | 1932/33 | 2     | 31:23  | 22-14  |
| Bezirksklasse Gruppe 3    | 1933/34 | 3     | 65:24  | 32-12  |
| Bezirksklasse Gruppe 4    | 1934/35 | 4     | 65:34  | 27-27  |
| Bezirksklasse Gruppe 4    | 1935/36 | 7     | 31:47  | 24-28  |
| Bezirksklasse Gruppe 5    | 1936/37 | 8     | 33:38  | 17-27  |
| Bezirksklasse Gruppe 3    | 1937/38 | 8     | 25:30  | 13-23  |
| Bezirksklasse Gruppe 3    | 1938/39 | 9     | 33:48  | 18-22  |
| Bezirksklasse Gruppe 1    | 1939/40 | 3     | 84:59  | 35-21  |
| Bezirksklasse Gruppe 1    | 1940/41 | 4     | 60:43  | 31-21  |
| Bezirksklasse Gruppe 2    | 1941/42 | 3     | 88:50  | 36-20  |
| Bezirksklasse Gruppe 1    | 1942/43 | 4     | 49:35  | 19-17  |
| Bezirksklasse Gruppe 2    | 1943/44 | 4     | 80:41  | 21-11  |
| Bezirksklasse Gruppe 2    | 1944/45 | -     | 13:4   | 5-1    |

Ab der Saison 1925/26 spielten die Meidericher in der Bezirksklasse Niederrhein, wo sie das erste Jahr als 4. beendeten. In der Folgesaison spielte die Mannschaft um den Gruppensieg, doch das Entscheidungsspiel, das 15.000 Zuschauer sahen, ging gegen den Duisburger FV 08 mit 2:3 verloren, und so blieb nur die Vizemeisterschaft. Als die Zebras in der Spielzeit 1927/28 wieder nur Vizemeister wurden, erhielten sie den Beinamen „ewiger Zweiter“, doch im Jahr darauf wurde der MSV Gruppensieger und qualifizierte sich für die Endrunde um die Niederrheinmeisterschaft, Gegner war die SpVgg. Oberhausen. Nachdem Hin- und Rückspiel keinen Sieger ergeben hatten (6:1 und 0:1), musste ein Entscheidungsspiel ausgetragen werden, doch dieses endete 0:0 nach Verlängerung, so dass noch ein zweites Entscheidungsspiel stattfinden musste. Dank eines 3:2-Sieges wurde der Meidericher SV Niederrheinmeister und durfte an der westdeutschen Meisterschaft teilnehmen.
Nach fünf Siegen in den sechs Spielen der Vor- und Endrunde schaffte der Verein den Sprung ins Endspiel um die westdeutsche Meisterschaft, das allerdings mit 1:2 gegen den FC Schalke 04 verloren ging. Dennoch qualifizierte sich die Mannschaft für die Endrunde um die deutsche Meisterschaft, doch sie scheiterte schon in der ersten Runde am Hamburger SV mit 2:3. Die Leistungen sorgten dafür, dass die Zebras als Titelkandidat in die Saison 1929/30 gingen, am Ende wurden sie aber nur Dritter. Dafür wurden sie ein Jahr später erneut Niederrheinmeister (5:1 und 5:5 gegen die SpVgg. Sterkrade) und nahm wieder an der westdeutschen Meisterschaft teil. Hier scheiterte der Meidericher Spielverein allerdings in der Endrunde an Fortuna Düsseldorf, Alemannia Aachen und am VfB Bielefeld 03. Dennoch spielte man mit den SF BW Barmen den dritten westdeutschen Vertreter in der Endrunde um die deutsche Meisterschaft aus. Durch einen 4:2-Sieg schaffte der MSV den Sprung in die Endrunde, doch auch in diesem Jahr war schon in der ersten Runde Schluss, er unterlag dem TSV 1860 München mit 1:4. Im Folgejahr wurden die Meidericher schon wieder Niederrheinmeister, diesmal wurde der Duisburger FV 08 in drei Spielen bezwungen. In der Endrunde um die westdeutsche Meisterschaft scheiterte die Mannschaft im Halbfinale am FC Schalke 04. Nach der verpatzten westdeutschen Meisterschaft schaffte der Meidericher SV noch einmal den 2. Platz in der Bezirksliga Niederrhein, doch nach einer neuen Ligaeinteilung im Jahr 1933 mussten die Zebras in der Bezirksliga antreten.
Wie viele andere erfolgreiche Vereine durfte der MSV nicht in der höchsten Spielklasse, der Gauliga (ab 1939 „Bereichsklasse“ genannt), teilnehmen, weshalb die Stimmung schlecht war. Ein Großteil der Leistungsträger verließ die Westender Straße, weil sie nicht in der zweithöchsten Spielklasse antreten wollten. Der MSV war seit dem Ende des Ersten Weltkriegs mit Ausnahme der Spielzeit 1921/22 immer erstklassig gewesen. So kam es, dass die Meidericher in mehreren Jahren sogar gegen den Abstieg aus der Bezirksklasse kämpfen mussten. Während des Zweiten Weltkriegs war von einem geregelten Spielbetrieb immer weniger zu reden, da viele Spieler Wehrdienst leisten mussten und Duisburg zunehmend stark vom Bombenkrieg betroffen war. Dennoch trat der MSV bis zu deren Abbruch im Herbst 1944 durchgehend in der Bezirksklasse (von 1940 bis 1943 als „1.Klasse“ bezeichnet) an, wobei er im September und Oktober 1944 für wenige Spiele im Rahmen der Kriegsspielgemeinschaft Meiderich 02/06 mit dem Lokalrivalen Meiderich 06 auflief. Nach Oktober 1944 sind keine Spiele mehr nachweisbar, die Meisterschaft war Anfang November zugunsten des „Volkssturms“ ausgesetzt worden und wurde vermutlich nicht mehr fortgesetzt. Die Bezirksklasse war durch die Auflösung der Bereichsklasse Niederrhein im September 1944 zu diesem Zeitpunkt die höchste Spielklasse.

### Nachkriegszeit und Oberliga (1945 bis 1963)
| Liga                    | Saison  | Platz | Tore  | Punkte |
| ----------------------- | ------- | ----- | ----- | ------ |
| Stadtmeisterschaft      | 1945/46 | 02    | 25:09 | 06-02  |
| Bezirksliga Niederrhein | 1946/47 | 05    | 50:31 | 25-19  |
| Landesliga Niederrhein  | 1947/48 | 02    | 41:17 | 29-11  |
| Landesliga Niederrhein  | 1948/49 | 03    | 59:20 | 32-12  |
| 2. Liga West            | 1949/50 | 04    | 61:33 | 37-23  |
| 2. Liga West            | 1950/51 | 01    | 96:37 | 48-12  |
| Oberliga West           | 1951/52 | 08    | 57:55 | 29-31  |
| Oberliga West           | 1952/53 | 04    | 63:51 | 36-24  |
| Oberliga West           | 1953/54 | 11    | 46:55 | 27-33  |
| Oberliga West           | 1954/55 | 15    | 40:61 | 26-34  |
| 2. Liga West            | 1955/56 | 02    | 71:28 | 43-17  |
| Oberliga West           | 1956/57 | 07    | 62:42 | 32-28  |
| Oberliga West           | 1957/58 | 04    | 56:37 | 36-24  |
| Oberliga West           | 1958/59 | 08    | 44:44 | 30-30  |
| Oberliga West           | 1959/60 | 08    | 35:45 | 28-32  |
| Oberliga West           | 1960/61 | 11    | 47:48 | 26-34  |
| Oberliga West           | 1961/62 | 05    | 50:37 | 35-25  |
| Oberliga West           | 1962/63 | 03    | 47:43 | 38-22  |

Bei den ersten Spielen der direkten Nachkriegszeit handelt es sich nur um Freundschaftsspiele gegen Mannschaften aus Duisburg. Die Briten erlaubten dann 1946, dass in zwei Gruppen eine Stadtmeisterschaft ausgespielt werden durfte, die sich der Meidericher Spielverein sicherte, aufgrund der Situation in der Stadt wurde diese aber nicht gefeiert. Nach der ersten offiziellen Saison nach dem Krieg erreichte der MSV nur den 5. Platz in der Bezirksliga Niederrhein, weshalb er sich nicht für die neugegründete Oberliga des Westdeutschen Fußballverbandes (WFV) qualifizierte. Die beiden folgenden Saisons, 1947/48 und 1948/49, spielten die Meidericher in der Landesliga des WFV, ehe sie in der neu eingeführten 2. Liga West antreten konnten. In der ersten Saison konnte gleich der 4. Platz erreicht werden, wodurch man in Meiderich anfing, von der Oberliga, damals die höchste Spielklasse, zu träumen. Schon im Jahr darauf herrschte in dem Duisburger Stadtteil Volksfeststimmung, der MSV stieg mit einem Torverhältnis von 96:37 Toren und einem Vorsprung von neun Punkten bei 48:12 Punkten in die Oberliga auf.
Das erste Jahr in der Oberliga begann vielversprechend, obwohl Erfolgstrainer Willi Multhaup die Zebras verließ. Es gelangen Siege gegen Schalke 04, den 1. FC Köln und Borussia Dortmund, Hamborn 07 konnte man vor 25.000 Zuschauern ein 1:1 abringen. Am Ende der Hinserie stand der MSV mit 18:12 Punkten auf Platz 4, zwei Punkte hinter Herbstmeister Schalke. Die Rückrunde verlief nicht so erfolgreich. Nachdem nach der 3:6-Niederlage gegen Horst Emscher der Sprung an die Tabellenspitze verpasst worden war, brach das Team ein und landete am Ende nur auf Platz 8. Die zweite Saison verlief ebenfalls sehr zufriedenstellend, die Zebras wurden am Ende 4. und konnten Siege über die Spitzenmannschaften wie den 1. FC Köln oder Rot-Weiss Essen vorweisen. Auch die Zuschauerzahlen waren gut, da sie als einziger Duisburger Vertreter im Wedaustadion spielen durften, und so kamen bis zu 25.000 Zuschauer. Das nächste Jahr war weniger erfolgreich. Der MSV verzichtete auf Neuzugänge zu Beginn der Saison und versuchte, den Nachwuchs zu fördern, doch die Hinrunde verlief enttäuschend. Erst am neunten Spieltag gelang der erste Sieg und dementsprechend stand man lange auf dem letzten Platz, am Ende wurde man 11. und konnte den Abstieg vorerst verhindern. Nur ein Jahr später stieg der Meidericher SV dann doch ab.
Der sofortige Wiederaufstieg gelang, als Zweiter stieg man hinter dem VfL Bochum auf und spielte so ab der Saison 1956/57 wieder in der Oberliga. Trotz einer vielversprechenden Vorbereitung verlief der Start nicht erfolgreich, und der MSV stand nur im Tabellenkeller, doch nach zwei Kantersiegen gegen Schwarz-Weiß Essen (7:1) und Borussia Mönchengladbach (8:1) gelang es den Zebras, sich im oberen Tabellendrittel festzusetzen. Da sie in der Rückrunde durch zu viele Unentschieden zu viele Punkte verloren, landeten die Zebras am Ende auf Platz 7. Die Saison bestritten sie unter dem berühmten Trainer Helmut Kronsbein, nicht zuletzt dank Siegen über Rot-Weiss Essen (4:0) und Schalke 04 (4:1) standen sie zu Hinrundenende auf Platz 3, durch eine ebenfalls erfolgreiche Rückrunde wurden sie schließlich 4. Die nächste Saison verlief zunächst sehr zufriedenstellend, und der MSV stand am Ende der Hinserie, in der man kein Heimspiel verlor, auf dem 3. Tabellenplatz. Die Rückrunde war das genaue Gegenteil, sie verlief wenig erfolgreich, und so stürzten die Duisburger auf Platz 8. Die finanzielle Situation zwang die Verantwortlichen zu sparen, so auch im Bereich der Neuzugänge, so dass in der Saison 1959/60 vermehrt auf die Jugend gesetzt wurde. Dementsprechend schwach verlief die Hinrunde, und man schnitt diese als Drittletzter ab, dank einer Leistungssteigerung und zwei Punkten, die im Nachhinein am Grünen Tisch gewonnen wurden (Schalke 04 setzte im Hinspiel einen nicht spielberechtigten Spieler ein), wurde man Achter und schaffte den Klassenerhalt.
Die folgende Saison, in der man mit zehn Spielern aus der eigenen Jugend startete, verlief auch eher mittelmäßig. Der Saisonstart verlief noch sehr positiv und man stand sogar auf Platz 2, doch dann folgte der Absturz, und der MSV schaffte erst am letzten Spieltag durch einen 3:0-Sieg über Borussia Dortmund den Klassenerhalt, am Ende stand er so auf Platz 11. Zu Beginn der Saison 1961/62 sorgte in Meiderich die Einführung der eingleisigen Bundesliga für Gesprächsstoff, und so rückte die Rückkehr von Trainer Multhaupt in den Hintergrund, mit dem erfolgreichere Zeiten angestrebt wurden. Nach der Hinserie sah es nicht so aus, als ob der Meidericher SV die Erwartungen erfüllen konnte, denn er wurde nur Neunter, doch eine Leistungssteigerung in der Rückrunde brachte am Ende Platz 5.
Das Ziel für die folgende Saison war klar: „Qualifikation zur Bundesliga“. Der Start in diese wichtige Spielzeit verlief schlecht, es gab 3:5 Punkte aus den ersten vier Spielen. Nach einer Siegesserie schaffte der MSV Kontakt zur Tabellenspitze und hatte als Siebter nur zwei Punkte Rückstand auf Platz 1. Nach einer langen Winterpause, bedingt durch einen strengen Winter drei Monate lang, kamen die Zebras gut aus den Startlöchern und konnten u. a. den Wuppertaler SV und den 1. FC Köln schlagen, doch auf der Zielgeraden schienen die Kräfte zu schwinden. Es folgten zwei entscheidende Spiele gegen Hamborn 07 und Viktoria Köln. Im Spiel gegen Hamborn gelang Dieter Danzberg in der 84. Minute der Siegtreffer. Fünf Tage später erzielte er das 2:1 in der 90. Minute. Einen Tag nach dem Triumph, am 6. Mai 1963, folgte die schriftliche Bestätigung, der MSV wurde in die Bundesliga aufgenommen, und der Jubel kannte keine Grenzen mehr. Das letzte Spiel gegen Preußen Münster wurde daher bedeutungslos, dennoch sicherte man sich mit einem 2:1-Sieg noch den dritten Tabellenplatz.

### Bundesliga – die 1960er Jahre
| Liga       | Saison  | Platz | Tore  | Punkte |
| ---------- | ------- | ----- | ----- | ------ |
| Bundesliga | 1963/64 | 02    | 60:36 | 39-21  |
| Bundesliga | 1964/65 | 07    | 46:48 | 32-28  |
| Bundesliga | 1965/66 | 08    | 70:48 | 36-32  |
| Bundesliga | 1966/67 | 11    | 40:42 | 33-35  |
| Bundesliga | 1967/68 | 07    | 69:58 | 36-32  |
| Bundesliga | 1968/69 | 12    | 33:37 | 32-36  |
| Bundesliga | 1969/70 | 15    | 35:48 | 29-39  |

Am 24. August 1963 war es endlich soweit, der erste Spieltag der Bundesliga wurde angepfiffen. Der MSV absolvierte ihn mit Helmut Rahn und Trainer Rudi Gutendorf in Karlsruhe, wo der Karlsruher SC mit 4:1 geschlagen wurde. Den Zebras gelang es, sich zum Ende der Hinrunde in der Spitzengruppe festzusetzen. Durch eine starke Rückrunde schob sich der Meidericher SV noch auf den 2. Platz vor und wurde überraschend Vizemeister hinter dem 1. FC Köln. Die Saison 1964/65 verlief nicht so erfolgreich, in der Hinrunde befand sich der MSV in der Abstiegszone und konnte sich erst in der Rückrunde unter dem neuen Trainer Hermann Eppenhoff im Mittelfeld festsetzen, am Ende hatte man mit 32:28 Punkten Platz 7 sicher. Die folgende Spielzeit war mit 70 Toren die torreichste Bundesligasaison in der Vereinsgeschichte, in der noch ein weiterer Rekord aufgestellt wurde. Das 9:0 bei Tasmania Berlin war der höchste Auswärtssieg einer Bundesligamannschaft aller Zeiten. Trotz der 70 Tore stand man am Ende nur auf Platz 8, das Erreichen des Pokalfinales machte die Saison dennoch erfolgreich.
Die Hinserie der Saison 1966/67 war sehr enttäuschend, nach Platz 18 zur Winterpause ging in Meiderich die Abstiegsangst um. Daher wurde der 7. Januar 1967 als Neuanfang gesehen, der Tag, an dem die Umbenennung in „MSV Duisburg“ erfolgte. Nur durch einen Kraftakt in der Rückrunde schaffte der MSV noch als 11. den Klassenerhalt. Der Abwärtstrend konnte in der folgenden Saison gestoppt werden, nach 34 Spielen war man 7. und erzielte 69 Tore, darunter sieben Tore aus dem höchsten Heimsieg der Vereinsgeschichte (7:0 gegen den 1. FC Kaiserslautern). Gekennzeichnet war das Jahr allerdings von finanziellen Problemen, ein Grund hierfür waren die schlechten Zuschauerzahlen. In der Spielzeit 1968/69 musste der MSV weiter mit mittlerweile 1,4 Millionen Mark Schulden kämpfen, daher war das Saisonziel ein Mittelfeldplatz. Die Hinrunde übertraf die Erwartungen um ein Vielfaches, zwischenzeitlich stand der MSV auf Platz 4, nach 17 Spieltagen stand man auf Platz 7. Am Saisonende waren die Zebras nur 12., ein Grund waren die zu vielen Unentschieden, mit 16 Unentschieden in der Saison stellte man einen neuen Bundesligarekord auf. Auch 1969/70 drückten den MSV viele Schulden, wobei man hoffte, dass man durch die Aufstiege von Rot-Weiß Oberhausen und Rot-Weiss Essen viele Zuschauereinnahmen bekäme. Die finanzielle Situation hatte zur Folge, dass man zu den Abstiegskandidaten gehörte, daher war der 10. Platz zur Winterpause sehr zufriedenstellend. Am Ende schaffte man als 15. mit vier Punkten Vorsprung den Klassenerhalt.

### MSV „Dietzburg“ (1970 bis 1982)
| Liga       | Saison  | Platz | Tore  | Punkte |
| ---------- | ------- | ----- | ----- | ------ |
| Bundesliga | 1970/71 | 07    | 43:47 | 35-33  |
| Bundesliga | 1971/72 | 14    | 36:51 | 27-41  |
| Bundesliga | 1972/73 | 10    | 53:54 | 33-35  |
| Bundesliga | 1973/74 | 15    | 42:56 | 29-39  |
| Bundesliga | 1974/75 | 14    | 59:77 | 30-38  |
| Bundesliga | 1975/76 | 10    | 55:62 | 33-35  |
| Bundesliga | 1976/77 | 09    | 60:51 | 34-34  |
| Bundesliga | 1977/78 | 06    | 62:59 | 37-31  |
| Bundesliga | 1978/79 | 13    | 43:56 | 30-38  |
| Bundesliga | 1979/80 | 14    | 43:57 | 29-39  |
| Bundesliga | 1980/81 | 12    | 45:58 | 29-39  |
| Bundesliga | 1981/82 | 18    | 40:77 | 19-49  |

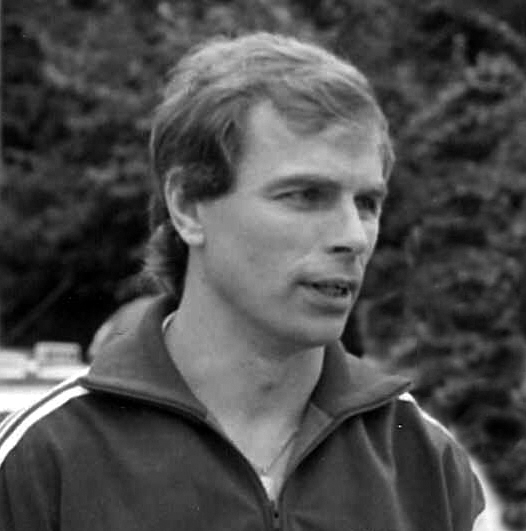
Bernard Dietz spielte zwölf Jahre für den MSV „Dietzburg“

Nachdem die Zebras in der Saison 1969/70 beinahe abgestiegen waren, wurde in der folgenden Saison das Gesicht der Mannschaft stark verändert, und man setzte auf das bewährte Konzept der eigenen Jugend. Ein talentierter junger Spieler, der 1970 vom Amateurklub SV Bockum-Hövel verpflichtet wurde, war Bernard „Ennatz“ Dietz, der für mehr als ein Jahrzehnt den Kopf der Mannschaft bilden sollte (er gab dem Verein den Beinamen MSV Dietzburg). Das Konzept ging auf, und am Schluss stand Platz sieben zu Buche – und das trotz einer etwas holprigen Hinrunde, die man als Elfter beendete. 1971/72 wollte man die Form der Vorsaison bestätigen, wenn nicht sogar steigern, doch eine Sturmflaute beendete diese Hoffnungen. Am Ende stand nur Platz 14, obwohl man die Spitzenteams wie den FC Bayern München (3:0) schlagen konnte. Mit sieben amtierenden A-Jugend-Meistern aus der eigenen Jugend startete der MSV in die Spielzeit 1972/73. Nach Platz sechs zum Abschluss der Hinserie träumte man in Meiderich vom UEFA-Pokal, da die Mannschaft zum Saisonende aber einbrach, rutschten die Duisburger vom vierten Platz auf den zehnten. In der nächsten Spielzeit kämpften die Zebras um den Klassenerhalt und standen lange Zeit auf dem letzten Tabellenplatz, doch ein Schlussspurt mit 9:1 Punkten aus den letzten fünf Spielen machte das Unmögliche noch möglich.
Überraschend standen die Zebras am zweiten Spieltag der Spielzeit 1974/75 auf Platz eins, das erste Mal nach elf Jahren, doch der Erfolg war nur von kurzer Dauer. Zur Winterpause stand der Verein im Mittelfeld, nach 34 Spieltagen war der MSV 14. Einzig positiv war das Erreichen des Pokalfinales 1975, welches der MSV Duisburg jedoch mit 0:1 gegen Eintracht Frankfurt verlor. Während die Zebras in der nächsten Spielzeit im UEFA-Cup für Furore sorgten, spiegelte sich dieser Trend in der Bundesliga nicht wider. Zwischenzeitlich standen die Zebras auf dem letzten Platz, schafften zur Winterpause noch den Sprung auf Platz neun. Die Meidericher hielten sich im Mittelfeld und wurden schließlich Zehnter. Unter dem neuen Trainer Otto Knefler erhoffte sich der MSV in der Saison 1976/77 einen UEFA-Cup-Platz, was angesichts Platz drei nach 20 Spielen nicht unmöglich schien, doch eine Negativserie in der Schlussphase bedeutete den Sturz auf Platz neun. In der nächsten Saison schaffte der MSV Duisburg als Sechster die ersehnte Qualifikation für den internationalen Wettbewerb. Am 5. November 1977 fand das legendärste Spiel der Vereinsgeschichte statt. Bernard Dietz erzielte beim 6:3-Sieg über den FC Bayern München vier Tore als Verteidiger.
In der Saison 1978/79 waren den Zebras die Strapazen der Teilnahme an drei Wettbewerben (Bundesliga, DFB-Pokal und UEFA-Cup) anzumerken. Während die Mannschaft das UEFA-Cup-Halbfinale erreichte, kämpfte sie in der Bundesliga gegen den Abstieg (Platz 16 zur Winterpause), mit Platz 13 konnte dieser verhindert werden. Auch die nächsten drei Spielzeiten waren vom Abstiegskampf gezeichnet. Gründe hierfür waren die finanzielle Krise und der Verlust vieler Leistungsträger. In den Spielzeiten 1979/80 und 1980/81 schaffte der MSV noch den Klassenerhalt (Platz 14 bzw. Platz zwölf), doch nach 19 Jahren Erstklassigkeit mussten die Zebras 1982 den bitteren Gang in die 2. Bundesliga antreten. Zunächst hatte man einen Mittelfeldplatz inne, nach der höchsten Niederlage der Bundesligageschichte des MSV (0:7 gegen den Hamburger SV) rutschte der MSV immer tiefer und stieg letztendlich mit 19:49 Punkten und als 18. ab.

### 2. Bundes- und Oberliga (1982 bis 1991)
| Liga               | Saison  | Platz | Tore  | Punkte |
| ------------------ | ------- | ----- | ----- | ------ |
| 2. Bundesliga      | 1982/83 | 11    | 55:57 | 37-39  |
| 2. Bundesliga      | 1983/84 | 03    | 69:41 | 50-26  |
| 2. Bundesliga      | 1984/85 | 13    | 56:63 | 35-41  |
| 2. Bundesliga      | 1985/86 | 20    | 34:86 | 15-61  |
| Oberliga Nordrhein | 1986/87 | 02    | 70:34 | 48-20  |
| Oberliga Nordrhein | 1987/88 | 01    | 73:27 | 52-16  |
| Oberliga Nordrhein | 1988/89 | 01    | 97:36 | 60-12  |
| 2. Bundesliga      | 1989/90 | 10    | 50:58 | 37-39  |
| 2. Bundesliga      | 1990/91 | 02    | 70:34 | 53-23  |

Nach dem Abstieg sprach in Duisburg niemand über einen sofortigen Wiederaufstieg, die namhaften Abgänge und das fehlende Geld machten den Zebras schwer zu schaffen. Der schlechte Start hatte zur Folge, dass man in arger Abstiegsnot steckte. Dank des Trainerwechsels zu Luis Zacarias konnte der Abstieg noch einmal verhindert werden (Platz elf). Für die nächste Saison wurde der Aufstieg anvisiert. Durch einen Schlussspurt erreichte man noch den dritten Platz, scheiterte aber in der Relegation an Eintracht Frankfurt (0:5 und 1:1). In der nächsten Saison 1984/85 kämpfte man erneut gegen den Abstieg, welcher erst am letzten Spieltag durch einen 3:1-Sieg über den SV Darmstadt 98 abgewendet werden konnte. Nebenbei hatte der Verein so hohe Schulden, dass eine Auflösung des Vereins immer näher rückte. Im Jahr 1986 stürzte der MSV dann in die Oberliga. Vier Trainer konnten den Abstieg in die dritte Liga nicht verhindern und so stieg man mit nur 15 Punkten aus 38 Spielen bei 18 Punkten Rückstand zum rettenden Ufer ab.
Von nun an mussten die Zebras gegen Mannschaften aus Rhede, Baesweiler oder Lindlar antreten. Ziel war der Wiederaufstieg, und lange Zeit sah es auch nach diesem aus, doch dann stoppten der Bonner SC und der BVL Remscheid den MSV auf der Zielgerade, und so wurde man nur Zweiter. Dafür durfte man um die deutsche Amateurmeisterschaft spielen, die man durch ein 4:1 über die Amateure des FC Bayern München gewinnen konnte. Auch im zweiten Versuch klappte der Aufstieg nicht. Zwar erreichte die Mannschaft um Ewald Lienen und Thomas Strunz als Tabellenführer die Aufstiegsrunde, doch sie scheiterte dort an Hertha BSC. Nach drei Jahren schaffte der MSV in der Saison 1988/89 wieder den Sprung in den Profifußball. Der MSV war souveräner Tabellenführer mit nur zwei Niederlagen und holte mit 97:36 Toren 60:12 Punkte. Da man die Aufstiegsrunde als Erster abschloss, erreichte man das Saisonziel.
Nach der Rückkehr in den Profifußball hatte sich der MSV Duisburg das Ziel gesetzt, nach zwei Jahren Zweitligafußball wieder in die Bundesliga aufzusteigen. Dies gelang den Zebras schließlich auch. Die Saison 1989/90 beendete man als Zehnter, nachdem man noch zur Winterpause Siebter gewesen war. Am 16. Juni 1991 stiegen die Meidericher nach neun Jahren Abstinenz wieder in die Bundesliga auf. Von Beginn an setzte sich der MSV in der Tabellenspitze fest, verlor diese erst am 24. Spieltag, dennoch änderte diese Tatsache nichts daran, dass der MSV Duisburg als Zweiter in die Bundesliga aufstieg.

### Aufstiege, Abstiege und Pokalfinale (1991 bis 2013)
| Liga                                                | Saison  | Platz | Tore  | Punkte |
| --------------------------------------------------- | ------- | ----- | ----- | ------ |
| Bundesliga                                          | 1991/92 | 19    | 43:55 | 30-46  |
| 2. Bundesliga                                       | 1992/93 | 02    | 65:40 | 60-32  |
| Bundesliga                                          | 1993/94 | 09    | 41:52 | 36-32  |
| Bundesliga                                          | 1994/95 | 17    | 31:64 | 20-48  |
| 2. Bundesliga                                       | 1995/96 | 03    | 55:37 | 056    |
| Bundesliga                                          | 1996/97 | 09    | 44:49 | 045    |
| Bundesliga                                          | 1997/98 | 08    | 43:44 | 044    |
| Bundesliga                                          | 1998/99 | 08    | 48:45 | 049    |
| Bundesliga                                          | 1999/00 | 18    | 37:71 | 022    |
| 2. Bundesliga                                       | 2000/01 | 11    | 46:40 | 045    |
| 2. Bundesliga                                       | 2001/02 | 11    | 56:57 | 043    |
| 2. Bundesliga                                       | 2002/03 | 08    | 42:47 | 046    |
| 2. Bundesliga                                       | 2003/04 | 07    | 52:46 | 048    |
| 2. Bundesliga                                       | 2004/05 | 02    | 50:37 | 062    |
| Bundesliga                                          | 2005/06 | 18    | 34:63 | 027    |
| 2. Bundesliga                                       | 2006/07 | 03    | 66:40 | 060    |
| Bundesliga                                          | 2007/08 | 18    | 36:55 | 029    |
| 2. Bundesliga                                       | 2008/09 | 06    | 56:36 | 055    |
| 2. Bundesliga                                       | 2009/10 | 06    | 51:46 | 050    |
| 2. Bundesliga                                       | 2010/11 | 08    | 53:38 | 052    |
| 2. Bundesliga                                       | 2011/12 | 10    | 42:47 | 039    |
| 2. Bundesliga                                       | 2012/13 | 11    | 37:49 | 043    |
| Seit der Saison 1995/96 gilt die Drei-Punkte-Regel. |         |       |       |        |

Die erste Bundesligasaison seit neun Jahren begann verheißungsvoll, nach 13 Spieltagen standen die Meidericher auf Platz 2 und das Thema Abstieg sollte ein Fremdwort bleiben. Nachdem der MSV bundesweit nur Lob für seine tollen Leistungen erhalten hatte (die Süddeutsche Zeitung schrieb: „Eine Mannschaft wie den MSV Duisburg hat die Bundesliga lange nicht mehr gesehen“), gab es mannschaftlich immer mehr Querelen, und die Mannschaft geriet noch in arge Abstiegsnöte. Durch die 0:1-Niederlage am letzten Spieltag gegen Borussia Dortmund musste der MSV als 19. in die 2. Liga absteigen. Für den MSV Duisburg hieß es 1992/93, den direkten Wiederaufstieg anzupeilen. Die Spielzeit verlief sehr holprig, und man pendelte immer zwischen Spitzengruppe und Mittelfeld, doch am Ende stieg der MSV als Zweiter in die Bundesliga auf, in der man 1993/94 für Furore sorgte. Von Beginn an war rund um die Wedau eine Aufbruchstimmung zu verspüren, die die Mannschaft auch in der Bundesliga umsetzte, einer der Höhepunkte war das 5:1 beim deutschen Meister Werder Bremen. Am 22. Spieltag war der Höhepunkt erreicht: nach einem 1:0 im Rückspiel gegen Werder Bremen war der MSV Tabellenführer, dazu der erste mit einem negativen Torverhältnis. Doch eine Niederlage gegen Bayern München brach den Zebras das Genick und sie stürzten auf Platz neun zurück. Die nächste Saison endete dagegen in Trauer, der MSV stieg zum dritten Mal aus der Bundesliga ab. Zur Winterpause standen die Meidericher mit gerade einmal sieben Punkten am Tabellenende, auch der neue Trainer Hans Bongartz (er löste Ewald Lienen ab) konnte den Abstieg nicht verhindern.
Für das nächste Jahr wurde ein erneuter Wiederaufstieg anvisiert. Mit einer Serie von 16 Spielen ohne Niederlage wurde der MSV zunächst seiner Favoritenrolle gerecht, doch es folgte eine Serie aus acht Spielen ohne Sieg und der Aufstiegstraum drohte zu platzen. Friedhelm Funkel schaffte nach der Entlassung Hannes Bongartz’ mit der Mannschaft nach einer Zitterpartie noch den Aufstieg, und es folgten erfolgreichere Jahre im Oberhaus. Für den MSV Duisburg waren die Jahre von 1997 bis 1999 sehr erfolgreiche Jahre. Drei Jahre in Folge erreichten die Zebras einen einstelligen Tabellenplatz (einmal Neunter und zweimal Achter), 1998 erreichte der Verein zum dritten Mal das Pokalfinale, und auch international war der MSV vertreten. Allerdings scheiterte man im Europapokal der Pokalsieger schon in der ersten Runde am KRC Genk. Die Spielzeit 1999/2000 verlief dagegen alles andere als erfolgreich. Erst am 13. Spieltag konnte der MSV das erste Spiel gewinnen, jedoch war der Club nicht mehr zu retten und stieg mit nur 22 Punkten als Tabellenletzter ab.

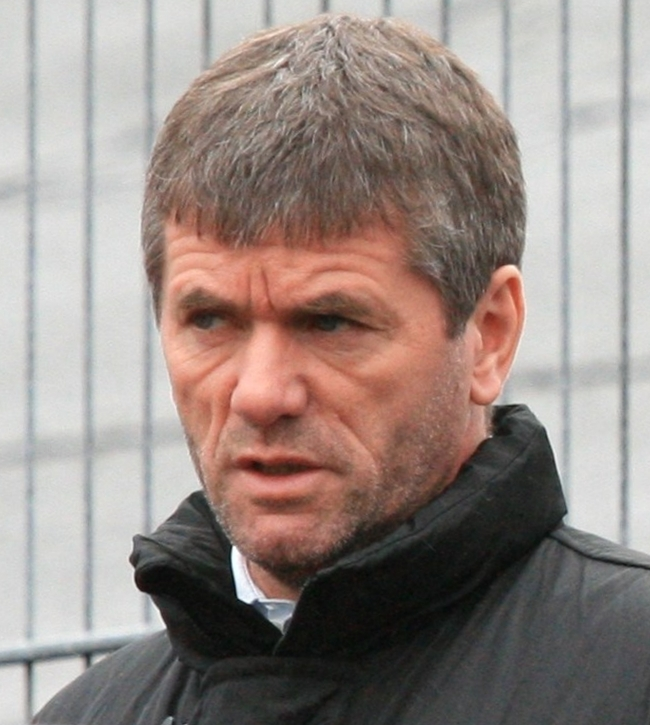
Friedhelm Funkel, ehemaliger MSV-Trainer

Der MSV startete nicht erfolgreich in die neue Saison, doch nach zehn Spielen ohne Niederlage standen die Zebras plötzlich ganz oben und träumten vom erneuten Aufstieg, der durch eine schlechte Rückrunde als Elfter misslang. In der Saison 2001/02 sollte mit dem neuen Trainer Pierre Littbarski der Aufstieg geschafft werden, nach einer durchwachsenen Saison wurde man erneut Elfter. Auch in den Spielzeiten 2002/03 und 2003/04 landeten die Zebras nur im Mittelfeld, mittlerweile unter dem Trainer Norbert Meier. Diesem baute Präsident Walter Hellmich, der zeitgleich die MSV-Arena (seit 2010: Schauinsland-Reisen-Arena) bauen ließ, in dieser Zeit eine konkurrenzfähige Mannschaft für die Saison 2004/05 auf, indem er der Konkurrenz Leistungsträger wie Ivica Grlic (Alemannia Aachen) und Georg Koch (Energie Cottbus) abwarb. Nach anfänglichen Schwierigkeiten starteten die Meidericher eine Serie von zwölf Spielen ohne Niederlage, und durch das 1:0 am 17. Spieltag gegen den 1. FC Köln wurde der MSV Herbstmeister. Zum Saisonende hin schienen die Zebras zu schwächeln. Doch dann besiegte der MSV Wacker Burghausen nach einem 1:3-Pausenrückstand am 31. Spieltag noch mit 4:3 und konnte eine Woche später durch das 1:0 bei Eintracht Frankfurt den Aufstieg feiern, 10.000 Fans feierten bis tief in die Nacht die Rückkehr ins Oberhaus.
Doch das Gastspiel in der Bundesliga dauerte nur ein Jahr. Die gesamte Saison über stand der MSV im Tabellenkeller und stieg mit nur 27 Punkten ab. So spielten die Zebras 2006/07 wieder in der 2. Bundesliga, wo sie den Bundesligaaufstieg anpeilten. Am letzten Spieltag sicherte sich der MSV den dritten Platz und somit den direkten Wiederaufstieg. Die Saison 2007/08 begann der MSV mit einem Auswärtssieg bei Borussia Dortmund (1:3). Das erste Heimspiel dagegen verloren die „Zebras“ gegen den VfL Wolfsburg (1:3). Ab dem achten Spieltag standen sie auf einem Abstiegsplatz, welchen sie auch bis zum Saisonende nicht mehr verlassen konnten. Am 33. Spieltag wurde der erneute Abstieg durch eine Niederlage gegen den FC Bayern (2:3) besiegelt. Das fünfte Mal beim siebten Abstieg verließ der Verein die Liga als Tabellenletzter.
In den darauf folgenden Zweitligajahren landete man im oberen Mittelfeld und hatte mit dem Aufstieg am Ende wenig zu tun. Mit den Trainern Rudi Bommer und Peter Neururer wurde in den ersten beiden Jahren der Wiederaufstieg angepeilt, mit jeweils dem 6. Platz am Saisonende wurde dieses Ziel aber weit verfehlt. Vor der Saison 2010/11 gab es einen größeren Umbruch beim MSV. Neben einer großen Kaderveränderung musste der Etat verkleinert werden. Sportlich wie finanziell sah man sich nicht in der Lage, das Ziel Aufstieg anzugehen. Der bereits ein halbes Jahr zuvor geholte Trainer Milan Šašić musste nun mit einem Kader aus überwiegend Talenten in die Saison gehen. Ein Dreijahresplan von Trainer und Sportdirektor Bruno Hübner sah vor, den MSV von Grund auf finanziell zu sichern und nach und nach eine konkurrenzfähige Mannschaft aufzubauen mit dem Ziel Bundesligaaufstieg 2013. Im ersten Jahr stand als Ziel jedoch erst einmal der Klassenerhalt. Dieser wurde mit dem 8. Platz souverän erreicht, nebenbei bot die Mannschaft dem Duisburger Publikum attraktiven Fußball. Noch dazu führte Šašić die Zebras nach 13 Jahren wieder ins DFB-Pokalfinale nach Berlin, wo man jedoch dem FC Schalke 04 mit 0:5 unterlag. Kurz darauf verkündete Sportdirektor Hübner seinen Wechsel zum Ligakonkurrenten Eintracht Frankfurt.
Im November 2012 spitzte sich die finanzielle Lage des Vereins dramatisch zu, sodass sogar von Insolvenz und dem „Ende des Profifußballs in Duisburg“ die Rede war. Die Insolvenz konnte jedoch noch durch Zuwendungen der Stadiongesellschafter abgewendet werden.

### Zwangsabstieg in die 3. Liga (2013 bis 2024)
| Liga              | Saison  | Platz | Tore  | Punkte |
| ----------------- | ------- | ----- | ----- | ------ |
| 3. Liga           | 2013/14 | 07    | 43:43 | 052    |
| 3. Liga           | 2014/15 | 02    | 63:40 | 071    |
| 2. Bundesliga     | 2015/16 | 16    | 32:54 | 032    |
| 3. Liga           | 2016/17 | 01    | 52:32 | 068    |
| 2. Bundesliga     | 2017/18 | 07    | 52:56 | 048    |
| 2. Bundesliga     | 2018/19 | 18    | 39:65 | 028    |
| 3. Liga           | 2019/20 | 05    | 68:48 | 062    |
| 3. Liga           | 2020/21 | 15    | 52:67 | 043    |
| 3. Liga           | 2021/22 | 15    | 46:71 | 042    |
| 3. Liga           | 2022/23 | 12    | 54:58 | 046    |
| 3. Liga           | 2023/24 | 18    | 41:65 | 034    |
| Regionalliga West | 2024/25 | 01.   | 60:22 | 069    |

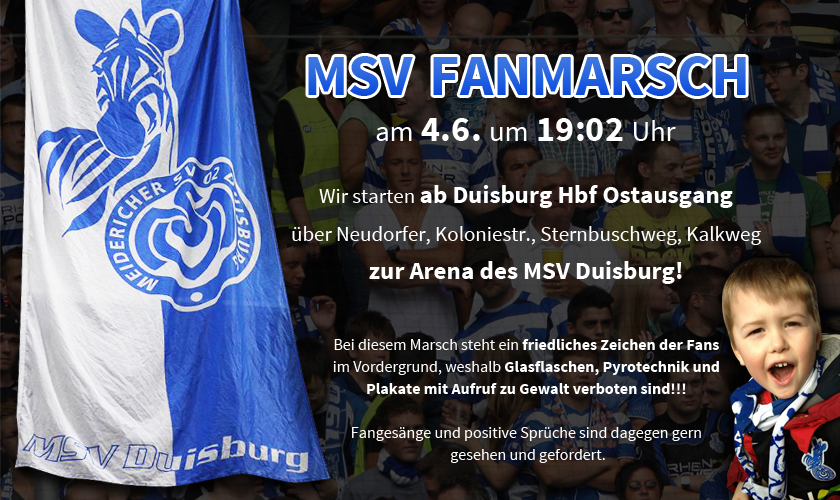
Aufruf zu einem Protestmarsch der MSV-Fans am 4. Juni 2013

Logo zum 120-jährigen Bestehen in der Saison 2022/23

Weil die wirtschaftliche Leistungsfähigkeit nicht nachgewiesen wurde, verweigerte der Lizenzierungsausschuss des Ligaverbandes dem MSV am 29. Mai 2013 die Lizenz für die Zweitligasaison 2013/14. Am 13. Juni trennte sich der Verein von seinem Geschäftsführer Roland Kentsch, am selben Tag wurden auch Veränderungen im Aufsichtsrat bekannt gegeben. Am Nachmittag nahm die Mannschaft vor 3000 Zuschauern den Trainingsbetrieb auf. Am 19. Juni bestätigte das Ständige Schiedsgericht den Lizenzentzug. Aus den Fanprotesten, die sich gegen den Lizenzentzug und die Vereinsführung richteten, entstand das Aktionsbündnis „Streifen zeigen“. Es veranstaltete Demonstrationen und initiierte eine fünf Kilometer lange Menschenkette von der Duisburger Innenstadt zum Stadion, das „Band der Solidarität“, mit mehreren tausend Teilnehmern. Die Fanlager bislang miteinander rivalisierender Vereine schlossen sich unter dem Motto „Getrennt in den Farben, vereint in der Sache“ zu Solidaritätsaktionen zusammen. Am 1. Juli berichteten Medien, dass die für den Lizenzerhalt für die 3. Liga eingereichten Unterlagen unvollständig und fehlerhaft seien. Trainer Runjaic gab am gleichen Tag seinen Rücktritt bekannt.
Nachdem der Verein die Spielberechtigung für die 3. Liga erhalten hatte, übernahm Karsten Baumann Runjaics Nachfolge. Mit einer neu zusammengestellten Mannschaft etablierte er den MSV in der oberen Tabellenregion. Jedoch konnte der MSV nicht wie erhofft um den Aufstieg zurück in die 2. Liga mitspielen. Im März 2014 verzichteten die Gläubiger des MSV Duisburg im Rahmen eines Schuldenschnittes auf 80 Prozent ihrer Forderungen, insgesamt rund 12 Millionen Euro. Am Saisonende belegte der MSV den siebten Tabellenplatz. Der zum Saisonende auslaufende Vertrag von Karsten Baumann wurde nicht verlängert und Gino Lettieri wurde als neuer Trainer verpflichtet.
Am vorletzten Spieltag der Saison 2014/15 sicherte sich der MSV Duisburg mit einem 3:1-Heimsieg gegen Holstein Kiel den Aufstieg in die 2. Bundesliga. Als die Mannschaft dort nach dem 13. Spieltag mit sechs Punkten auf dem letzten Tabellenplatz stand, wurde Gino Lettieri freigestellt und durch Ilia Gruev ersetzt. Im Dezember 2015 kaufte Capelli Sport 5,1 Prozent der Anteile an der MSV Duisburg GmbH & Co. KGaA. Dem MSV gelang in der Rückrunde eine Aufholjagd, sodass man am vorletzten Spieltag erstmals die direkten Abstiegsränge verlassen konnte und auf den 16. Tabellenplatz, der zur Teilnahme an den Relegationsspielen berechtigt, sprang. Am letzten Spieltag gelang dem MSV Duisburg ein 1:0-Sieg gegen den Bundesliga-Aufsteiger RB Leipzig, sodass man den Relegationsplatz sichern konnte. In der Relegation traf der MSV auf die Würzburger Kickers und stieg nach einem 0:2 im Hinspiel und einem 1:2 im Rückspiel am 24. Mai 2016 in die 3. Liga ab.
Im April 2017 übernahm Capelli Sport weitere 5 Prozent der Anteile an der MSV Duisburg GmbH & Co. KGaA und hält nun 10,1 Prozent der Anteile. Am vorletzten Spieltag der Saison 2016/17 gelang dem MSV Duisburg durch einen 3:0-Auswärtssieg beim SC Fortuna Köln der sofortige Wiederaufstieg in die 2. Bundesliga. Am letzten Spieltag gewann der MSV Duisburg sein Heimspiel gegen den FSV Zwickau mit 5:1 und schloss die Saison als Tabellenerster ab.
Die Zweitliga-Saison 2017/18 begann für Duisburg zunächst durchwachsen, sodass sich die Mannschaft von Ilija Gruew nach einer Niederlage gegen Fortuna Düsseldorf am 9. Spieltag auf dem 15. Tabellenplatz wiederfand. Mit nur einer Niederlage aus den folgenden 13 Spielen schob sich der MSV in der Tabelle aber konstant nach vorne und griff sogar in den Aufstiegskampf ein. Noch am 25. Spieltag stand Duisburg auf Rang 4. Mit einer Serie mit nur einem Punkt aus sechs Spielen wurden allerdings alle Aufstiegshoffnungen verspielt. Duisburg beendete die Saison auf dem 7. Tabellenplatz. In der Folgesaison holte Duisburg aus den ersten acht Spielen nur zwei Punkte, was zur Entlassung von Ilija Gruew führte. Unter dem neuen Coach, Torsten Lieberknecht, gelang zunächst ein Überraschungserfolg beim Spitzenreiter 1. FC Köln. Durch weitere positive Ergebnisse arbeitete sich der MSV aus den Abstiegsrängen bis auf Platz 15 vor. Diese positive Tendenz konnte im weiteren Saisonverlauf allerdings nicht gehalten werden, sodass der MSV am Ende der Saison als Tabellenletzter in die 3. Liga abstieg. In der Saison 2019/20 wurde der Wiederaufstieg in die 2. Bundesliga als 5. verpasst, obwohl die Mannschaft zwischen dem 13. und dem 32. Spieltag Tabellenführer war. Aufgrund einer Sieglosserie von sechs Partien rutschten die Zebras letztendlich aber noch aus den Aufstiegsrängen. Die Spielzeiten 2020/21 und 2021/22 beendeten sie jeweils auf Platz 15 und somit knapp über der Abstiegszone. Die Saison 2022/23 schlossen sie hingegen auf dem 12. Platz ab und befanden sich im Saisonverlauf im gesicherten Mittelfeld.

### Abstieg aus dem Profifußball (2024)
In der Saison 2023/24 konnte sich der MSV Duisburg trotz zweimaligen Trainerwechsels nicht in der 3. Liga halten und stieg nach einem 3:5 gegen den VfB Lübeck in die Regionalliga ab. Damit spielte der MSV, der 1963 Gründungsmitglied der Bundesliga war, erstmals seit 1989 nicht mehr im Profifußball. Dem Heimspiel am 20. Spieltag gegen Rot-Weiß Oberhausen wohnten 27.117 Zuschauer bei und somit sorgten die Zebras für einen Zuschauer-Saisonrekord in der Regionalliga West. Am 30. Spieltag stand die Rückkehr in die 3. Liga fest.

## Der MSV im DFB-Pokal
Den DFB-Pokal, an dem die Zebras seit 1963 bis zur Saison 2020/21, außer 1987/88, immer teilnahmen, konnte der MSV Duisburg nie gewinnen, obwohl er viermal ins Endspiel einzog. Damit ist er der Verein, der am häufigsten im Endspiel stand, ohne dabei einen Titelgewinn verbuchen zu können.
Das erste Endspiel erreichten die Zebras 1966, als sie in Frankfurt am Main auf den FC Bayern München trafen. Auf dem Weg nach Frankfurt hatte der MSV immer Heimrecht und konnte im eigenen Stadion den VfB Stuttgart (2:0), den FC Schalke 04 (6:0), den Karlsruher SC (1:0) und den 1. FC Kaiserslautern (4:3) schlagen. Im Endspiel selbst ging der MSV nach 28 Minuten durch Rüdiger Mielke mit 1:0 in Führung, den Doppelschlag der Münchener konnte Hartmut Heidemann noch per Foulelfmeter ausgleichen, ehe die Bayern kurz vor Schluss mit zwei weiteren Toren das Endspiel mit 4:2 für sich entscheiden konnten.
Am 21. Juni 1975 absolvierten die Zebras ihr zweites Endspiel, diesmal gegen Eintracht Frankfurt. Der MSV war ein gleichwertiger Gegner, doch die Mannen um Trainer Willibert Kremer versäumten es, aus ihren vielen Chancen ein Tor zu erzielen, so reichte den Frankfurtern ein 1:0 zum Pokalerfolg; das goldene Tor schoss Charly Körbel in der 57. Minute. Auf dem Weg zum Pokalfinale in Hannover besiegte der MSV u. a. den 1. FC Nürnberg (3:0), den FC Bayern München (3:2), Werder Bremen (2:0) und Borussia Dortmund (2:1).

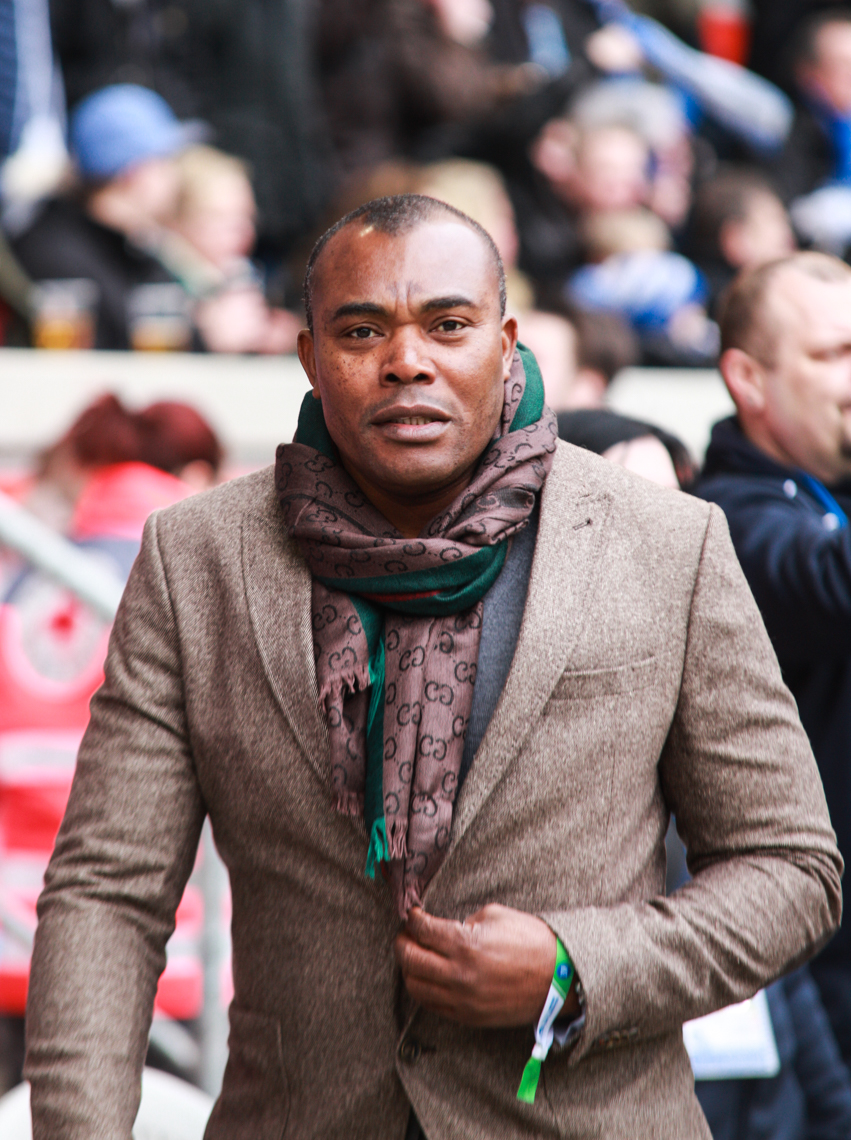
Bachirou Salou

Zum dritten Mal standen die Zebras 1998 in einem Pokalfinale. Bis dorthin war es eine schwere Angelegenheit für die Meidericher, den Einzug ins Finale perfekt zu machen. Die Stationen waren Essen (2:1), Bochum (1:0), Frankfurt (1:0), Jena (2:1) und Trier. Dort wurde die Eintracht in einem dramatischen Halbfinale mit 11:10 nach Elfmeterschießen geschlagen, erst Torwart Thomas Gill konnte den entscheidenden Elfmeter verwandeln. Im Vorfeld des Männerfinales besiegte im Frauenfinale der FCR Duisburg den FSV Frankfurt mit 6:2, der MSV wollte dem Vorbild der Frauen folgen und auch sein Finale gewinnen. Es sah lange Zeit gut aus, die Zebras führten schon früh durch ein Tor von Bachirou Salou mit 1:0, doch eine Minute vor Schluss erzielte Mario Basler das 2:1 für die Münchener Bayern.
Die vierte Endspielteilnahme gelang den Duisburgern in der Saison 2010/11: Nach Siegen beim VfB Lübeck (2:0), beim Halleschen FC (3:0), beim 1. FC Köln (2:1) sowie zuhause gegen den 1. FC Kaiserslautern (2:0) und Energie Cottbus (2:1) standen sie als erster Teilnehmer fest. Im Finale gegen Schalke gab es mit 0:5 die höchste Endspielniederlage in der Pokal-Geschichte. Ebenso deutlich musste sich lediglich der 1. FC Kaiserslautern im Pokalendspiel 1972 geschlagen geben.
Zweimal schafften es die Zebras ins Halbfinale: 1978 scheiterten sie an Fortuna Düsseldorf, und 1991 am 1. FC Köln erst im Wiederholungsspiel. Die höchsten Siege gelangen gegen den TuS Rosenberg (11:1, 1977/78), Wacker 04 Berlin (9:0, 1980/81) und den MTV Fürth (10:2, 1975/76). Die höchsten Niederlagen waren 1969 ein 1:6 gegen den 1. FC Köln, 1982 0:5 gegen den Hamburger SV, im Achtelfinale 2009 eine 0:5-Niederlage beim FC Augsburg sowie 2011 ebenfalls 0:5 gegen den FC Schalke 04 im Finale. Bereits neunmal schieden die Meidericher in der ersten Pokalrunde aus, so in der Saison 2016/17 gegen Union Berlin, und auch im Folgejahr verloren sie das erste Spiel gegen den 1. FC Nürnberg.

## Der MSV Duisburg in den internationalen Wettbewerben
In den 70er, 80er und 90er Jahren spielte der MSV Duisburg mehrmals im internationalen Wettbewerb, die meisten Spiele absolvierten die Zebras im Intertoto-Cup und im UI-Cup, der MSV war aber auch im UEFA-Pokal und im Europapokal der Pokalsieger vertreten.
Der MSV kann 14 Teilnahmen am Intertoto-Cup vorweisen, der während der Sommerpause stattfand. Das erste der insgesamt 76 Spiele wurde 1970 ausgetragen. Bei den 14 Auftritten gelang es den Zebras insgesamt dreimal, den Intertoto-Cup zu gewinnen (1974, 1977 und 1978), was dem MSV eine Geldprämie einbrachte; sonst war der Wettbewerb wertlos. Den höchsten Sieg erzielten die Meidericher 1978 gegen NEC Nijmegen mit 6:0, das 1:7 gegen die PSV Eindhoven 1973 war die höchste Niederlage.
Zweimal nahm der MSV auch am Nachfolgewettbewerb teil, dem UI-Cup. In diesem Wettbewerb spielte der MSV um einen UEFA-Pokal-Startplatz und nicht um eine Geldprämie. 1997/98 waren die Zebras nah dran, doch in den Endspielen setzte sich die AJ Auxerre durch (0:0 und 0:2). Zwei Jahre später schied der MSV Duisburg im Halbfinale aus, diesmal hieß der Gegner Montpellier Hérault SC (1:1 und 0:3).
Ebenfalls zweimal erreichte der MSV den UEFA-Pokal. 1975/76 scheiterten die Zebras knapp an Levski Sofia (3:2 und 1:2), nachdem bereits der zyprische Teilnehmer Enosis Neon Paralimni in der ersten Runde mit 7:1 und 3:2 geschlagen worden war. In der Spielzeit 1978/79 schied der MSV Duisburg erst im Halbfinale aus, Gegner war Borussia Mönchengladbach. Auf dem Weg ins Halbfinale konnten die Mannschaften aus Posen (5:0 und 5:2), Jena (0:0 und 3:0 nach Verlängerung), Straßburg (0:0 und 4:0) und Budapest (3:2 und 1:2) ausgeschaltet werden. Nach einem 2:2 im Hinspiel und einer 1:4-Niederlage im Rückspiel waren die Fohlen aus Mönchengladbach die Endstation für den MSV.
1998/99 nahmen die Zebras am Europapokal der Pokalsieger teil, obwohl sie nur Vizepokalsieger waren. Da der FC Bayern München als Vizemeister für die Champions League qualifiziert war, rückte der MSV als Vertreter nach. Der MSV scheiterte kläglich in der ersten Runde am KRC Genk. Das Hinspiel endete noch 1:1 unentschieden, durch die 0:5-Schlappe in Brüssel, wohin das Heimspiel des KRC Genk verlegt wurde, schieden die Zebras jedoch aus. Der MSV Duisburg war der letzte deutsche Vertreter in diesem Wettbewerb, der in diesem Jahr zum letzten Mal ausgetragen wurde.

## Statistik zur Bundesligazeit
Der MSV nahm in insgesamt 28 Spielzeiten an der Bundesliga teil, zuletzt 2007/08. Die beste Platzierung war der zweite Rang in der Premierensaison 1963/64. Duisburg war dreimal Spitzenreiter der Bundesliga und bisher einziger mit negativer Tordifferenz (am 18. Februar 1994, 22. Spieltag, 29:30 Tore). Mit 1147 Punkten belegt der Verein Platz 17 in der ewigen Tabelle der Bundesliga. (Stand: nach der Saison 2022/23)
Höchste Siege und Niederlagen:
- höchster Heimsieg: 7:0 gegen den 1. FC Kaiserslautern (6. April 1968)
- höchster Auswärtssieg: 9:0 bei Tasmania Berlin (26. März 1966, Bundesliga-Rekord)
- höchste Heimniederlage: 1:7 gegen den 1. FC Kaiserslautern (10. April 1994)
- höchste Auswärtsniederlage: 0:7 beim Hamburger SV (26. September 1981)

## Erfolge

### Nationale Erfolge
- Meisterschaft
Deutscher Vizemeister (1): 1964
- 3. Fußball-Liga
Meister (1): 2017
- Regionalliga West
Meister (1): 2025
- DFB-Pokal
Pokalfinalist (4): 1966, 1975, 1998 und 2011
- Bezirksliga
Bezirksmeister (3): 1929, 1931, 1932
- Niederrheinpokal (3)
Niederrheinpokalsieger: 1989, 2014, 2017

### Internationale Erfolge
- UEFA-Pokal
Halbfinale (1): 1979
- Europapokal der Pokalsieger
1. Runde (1): 1999
- Intertoto-Cup
Gruppensieger (3): 1974, 1977, 1978

### Amateure
- Deutsche Amateurmeisterschaft
Meister (1): 1987

- Deutsche Reservemeisterschaft
Vizemeister (1): 1980

## Spieler und Trainer der ersten Mannschaft

### Mannschaftskader
| Nr.                  | Nat.        | Name               | Geburtstag    | im Verein seit | letzter Verein               |          |
| Torhüter             | Torhüter    | Torhüter           | Torhüter      | Torhüter       | Torhüter                     | Torhüter |
| -------------------- | ----------- | ------------------ | ------------- | -------------- | ---------------------------- | -------- |
| 01                   | Deutschland | Maximilian Braune  | 6. Juli 2003  | 2020           | FC Schalke 04 (Jugend)       |          |
| 24                   | Deutschland | Julius Paris       | 22. Aug. 2001 | 2025           | FC Schalke 04 (Jugend)       |          |
| Abwehr               |             |                    |               |                |                              |          |
| 02                   | Deutschland | Moritz Montag      | 27. März 1998 | 2024           | Rot-Weiß Oberhausen          |          |
| 05                   | Deutschland | Tobias Fleckstein  | 24. Apr. 1999 | 2020           | Holstein Kiel                |          |
| 17                   | Turkei      | Mert Göçkan        | 29. Apr. 2001 | 2024           | Wuppertaler SV               |          |
| 20                   | Deutschland | Niklas Jessen      | 4. Sep. 2003  | 2025           | Borussia Dortmund II         |          |
| 27                   | Turkei      | Can Coşkun         | 26. März 1998 | 2024           | Greifswalder FC              |          |
| 29                   | Deutschland | Joshua Bitter      | 1. Jan. 1997  | 2022           | Energie Cottbus              |          |
| 40                   | Deutschland | Ben Schlicke       | 31. Okt. 2005 | 2025           | SpVgg Unterhaching           |          |
| 42                   | Deutschland | Alexander Hahn     | 20. Jan. 1993 | 2024           | Preußen Münster              |          |
| Mittelfeld           |             |                    |               |                |                              |          |
| 06                   | Deutschland | Rasim Bulić        | 10. Dez. 2000 | 2025           | SSV Jahn Regensburg          |          |
| 07                   | Deutschland | Jakob Bookjans     | 21. Juli 2000 | 2024           | Eintracht Frankfurt II       |          |
| 08                   | Deutschland | Jonas Michelbrink  | 23. Juni 2001 | 2022           | Hertha BSC II                |          |
| 10                   | Deutschland | Christian Viet     | 27. März 1999 | 2025           | SSV Jahn Regensburg          |          |
| 11                   | Deutschland | Maximilian Dittgen | 3. März 1995  | 2025           | FC Ingolstadt 04             |          |
| 14                   | Irland      | Conor Noß          | 1. Jan. 2001  | 2025           | FC Blau-Weiß Linz            |          |
| 19                   | Deutschland | Leon Müller        | 11. Aug. 2000 | 2024           | Kickers Offenbach            |          |
| 23                   | Deutschland | Jan-Simon Symalla  | 23. Jan. 2005 | 2023           | Rot-Weiß Oberhausen (Jugend) |          |
| 25                   | Deutschland | Dennis Borkowski   | 26. Jan. 2002 | 2025           | FC Ingolstadt 04             |          |
| 28                   | Deutschland | Florian Egerer     | 17. Feb. 1998 | 2024           | VfB Lübeck                   |          |
| 33                   | Deutschland | Jesse Tugbenyo     | 7. Aug. 2001  | 2024           | SC Paderborn 07              |          |
| 37                   | Deutschland | Patrick Sussek     | 8. Feb. 2000  | 2024           | BFC Dynamo                   |          |
| 38                   | Deutschland | Gabriel Sadlek     | 28. Mai 2006  | 2023           | Rot-Weiss Essen (Jugend)     |          |
| Sturm                |             |                    |               |                |                              |          |
| 09                   | Deutschland | Tim Heike          | 25. Feb. 2000 | 2025           | FC Ingolstadt 04             |          |
| 18                   | Deutschland | Steffen Meuer      | 6. Dez. 1999  | 2024           | FC Erzgebirge Aue            |          |
| 21                   | Deutschland | Jannik Zahmel      | 15. Apr. 2003 | 2024           | VfL Osnabrück                |          |
| 22                   | Deutschland | Thilo Töpken       | 27. Feb. 1999 | 2025           | Alemannia Aachen             |          |
| Stand: 20. Juli 2025 |             |                    |               |                |                              |          |

### Transfers der Saison 2025/26
Stand: 4. Juli 2025
| Zugänge | Abgänge |
| Sommer 2025 | Sommer 2025 |
| --- | --- |
| - Dennis Borkowski (FC Ingolstadt 04) - Rasim Bulić (SSV Jahn Regensburg) - Tim Heike (FC Ingolstadt 04) - Niklas Jessen (Borussia Dortmund II) - Conor Noß (FC Blau-Weiß Linz) - Ben Schlicke (SpVgg Unterhaching) - Christian Viet (SSV Jahn Regensburg) | - Malek Fakhro (Hallescher FC) - Luis Hartwig (VfL Bochum II; Leihe) - Kilian Pagliuca (Vertragsende; Ziel unbekannt) - Thomas Pledl (Vertragsende; Ziel unbekannt) - Franko Uzelac (Sportfreunde Lotte) - Gerrit Wegkamp (FC Schalke 04 II; Leihe) - Dustin Willms (Sportfreunde Siegen) |

### Aktueller Trainerstab
| Nat.                 | Name           | Geburtstag    | Funktion       | seit |
| -------------------- | -------------- | ------------- | -------------- | ---- |
| Deutschland          | Dietmar Hirsch | 8. Dez. 1971  | Cheftrainer    | 2024 |
| Deutschland          | Marvin Höner   | 4. Mai 1994   | Co-Trainer     | 2024 |
| Deutschland          | Sven Beuckert  | 12. Dez. 1973 | Torwarttrainer | 2011 |
| Deutschland          | Leon Welter    | 17. Okt. 1995 | Analyst        | 2024 |
| Stand: 15. Juni 2024 |                |               |                |      |

## Weitere Mannschaften

### Zweite Mannschaft
Die zweite Mannschaft des MSV spielte seit der Saison 2013/14 in der Oberliga Niederrhein und belegte dort zuletzt den fünften Tabellenplatz. Ihre Heimspiele trug sie üblicherweise im Stadion Meiderich aus, das 5.000 Zuschauern Platz bietet. Die Mannschaft wurde zum Saisonende 2015/16 vom Spielbetrieb abgemeldet.
Die Entstehung der Mannschaft geht auf das Jahr 1958 zurück, auch wenn sie erst ab 1959 am offiziellen Spielbetrieb teilnahm. Ihr gelang schnell der Aufstieg in die oberen Amateurligen, doch nach einem starken Abwärtstrend in den 1970er-Jahren spielte sie jahrelang nur unterklassig, bevor sie in den 1990er-Jahren in den oberen Amateurbereich zurückkehrte. Aus der Mannschaft gingen zahlreiche spätere Profis hervor, darunter der Nationalspieler Michael Bella.
Im Zuge des Lizenzentzugs für die 2. Bundesliga im Sommer 2013 und dem damit verbundenen Abstieg in die 3. Liga sowie den folgenden finanziellen Schwierigkeiten wurde die II. Mannschaft des MSV Duisburg aufgelöst.
Seit der Saison 2023/24 gibt es wieder eine II. Mannschaft des MSV Duisburg, die in ihrer ersten Saison in der Kreisliga C antrat.

### Frauenfußball
Die MSV-Duisburg-Frauen bestehen seit dem 1. Januar 2014 durch die Übernahme der Spielrechte des insolventen FCR 2001 Duisburg. Spielort ist die Schauinsland-Reisen-Arena. Die erste Mannschaft spielte von 2016 bis 2021 in der Bundesliga. Nach einer Saison in der 2. Bundesliga stieg Duisburg direkt wieder in die Bundesliga auf. Nach zwei weiteren Bundesliga-Spielzeiten erfolgte erneut der Abstieg. 2024 zog man nach dem Abstieg die Mannschaft aus der 2. Bundesliga zurück, und da der Westdeutsche Fußballverband eine Eingliederung in die Regionalliga West verweigert hatte, nimmt die Mannschaft in der Saison 2024/25 nicht am regulären Ligaspielbetrieb teil. In der nachfolgenden Spielzeit soll ein Neustart in der viertklassigen Niederrheinliga erfolgen.

### Jugendmannschaften
Der Verein besitzt eine eigene Abteilung für seine Fußballjugend, die Teams für sämtliche Jahrgänge zwischen der U-9 und der U-16 umfasst. Zusätzlich bestehen eine U-17 sowie eine U-19-Mannschaft, die in den jeweiligen Bundesligen ihrer Altersklassen antreten. Sämtliche Jugendteams gehören zum Nachwuchsleistungszentrum (NLZ), welches sich die langfristige Förderung der Kinder und Jugendlichen zum Ziel setzt. Vom DFB wurde es anhand verschiedener Kriterien geprüft und für seine hohe Qualität mit einem von maximal drei möglichen Sternen ausgezeichnet. Im Frauenfußball bestehen Teams für die Altersstufen U-13, U-15 sowie U-17 und eine zweite Mannschaft.
Schon in der Oberliga West besaß die Jugendarbeit für den Verein einen hohen Stellenwert, weswegen es stets eine Reihe eigener Talente in die erste Mannschaft schaffte. In der ersten Bundesligaspielzeit 1963/64 wurde der Klub mit neun in der eigenen Jugend ausgebildeten Akteuren deutscher Vizemeister. Daneben konnten im Nachwuchsbereich eigene Erfolge verbucht werden, indem die A-Jugend 1972, 1977 und 1978 deutscher Meister in dieser Altersstufe wurde.
Diverse Spieler aus dem Nachwuchsbereich des Vereins schafften den Sprung in den Profifußball. Zu den erfolgreichsten zählten Werner Krämer, Hartmut Heidemann, Michael Bella und Ronald Worm, die sich in der Erstligamannschaft des MSV etablieren konnten und zudem in die deutsche Nationalelf aufgenommen wurden. Im aktuellen Kreis der DFB-Mannschaft befindet sich mit Max Meyer ein Spieler, der über einen Zeitraum von fünf Jahren beim MSV Duisburg ausgebildet wurde.

## Persönlichkeiten

### Trainer seit 1963
| 1. Juli 1963      | 1. März 1965      | Rudi Gutendorf     | 1. Juli 1985       | 12. September 1985 | Günter Preuß      | 18. Dezember 2005 | 4. April 2006     | Jürgen Kohler        | 2. Februar 2021    | 6. Oktober 2021    | Pavel Dotchev   |
| 2. März 1965      | 30. Juni 1965     | Wilhelm Schmidt    | 19. September 1985 | 19. März 1986      | Helmut Witte      | 5. April 2006     | 30. Juni 2006     | Heiko Scholz*        | 7. Oktober 2021    | 18. Oktober 2021   | Uwe Schubert*   |
| 1. Juli 1965      | 30. Juni 1967     | Hermann Eppenhoff  | 20. März 1986      | 30. Juni 1986      | Friedhelm Vos     | 1. Juli 2006      | 9. November 2008  | Rudi Bommer          | 18. Oktober 2021   | 4. Mai 2022        | Hagen Schmidt   |
| 1. Juli 1967      | 30. Juni 1968     | Gyula Lóránt       | 1. Juli 1986       | 30. Juni 1989      | Detlef Pirsig     | 17. November 2008 | 29. Oktober 2009  | Peter Neururer       | 4. Mai 2022        | 16. September 2023 | Torsten Ziegner |
| 1. Juli 1968      | 30. Juni 1970     | Robert Gebhardt    | 1. Juli 1989       | 19. April 1992     | Willibert Kremer  | 30. Oktober 2009  | 1. November 2009  | Uwe Speidel*         | 18. September 2023 | 9. Oktober 2023    | Engin Vural*    |
| 1. Juli 1970      | 20. Oktober 1973  | Rudi Faßnacht      | 20. April 1992     | 23. März 1993      | Uwe Reinders      | 2. November 2009  | 28. Oktober 2011  | Milan Šašić          | 9. Oktober 2023    | 23. April 2024     | Boris Schommers |
| 21. Oktober 1973  | 18. März 1976     | Willibert Kremer   | 24. März 1993      | 1. November 1994   | Ewald Lienen      | 28. Oktober 2011  | 25. August 2012   | Oliver Reck          | 23. April 2024     | 18. Mai 2024       | Uwe Schubert*   |
| 19. März 1976     | 30. Juni 1976     | Rolf Schafstall    | 2. November 1994   | 13. Mai 1996       | Hannes Bongartz   | 25. August 2012   | 2. September 2012 | Ivica Grlić*         | 17. Juni 2024      |                    | Dietmar Hirsch  |
| 1. Juli 1976      | 19. November 1977 | Otto Knefler       | 13. Mai 1996       | 24. März 2000      | Friedhelm Funkel  | 3. September 2012 | 1. Juli 2013      | Kosta Runjaic        |                    |                    |                 |
| 29. November 1977 | 21. Mai 1978      | Carl-Heinz Rühl    | 25. März 2000      | 30. Juni 2000      | Seppo Eichkorn    | 8. Juli 2013      | 30. Juni 2014     | Karsten Baumann      |                    |                    |                 |
| 1. Juli 1978      | 30. Juni 1979     | Rolf Schafstall    | 1. Juli 2000       | 15. Oktober 2000   | Wolfgang Frank    | 1. Juli 2014      | 2. November 2015  | Gino Lettieri        |                    |                    |                 |
| 1. Juli 1979      | 10. Februar 1980  | Heinz Höher        | 16. Oktober 2000   | 31. Mai 2001       | Seppo Eichkorn    | 3. November 2015  | 1. Oktober 2018   | Ilia Gruev           |                    |                    |                 |
| 11. Februar 1980  | 29. November 1981 | Friedhelm Wenzlaff | 1. Juni 2001       | 2. November 2002   | Pierre Littbarski | 2. Oktober 2018   | 10. November 2020 | Torsten Lieberknecht |                    |                    |                 |
| 30. November 1981 | 30. Juni 1982     | Kuno Klötzer       | 3. November 2002   | 4. Januar 2003     | Bernard Dietz*    | 11. November 2020 | 14. November 2020 | Marvin Compper*      |                    |                    |                 |
| 1. Juli 1982      | 1. Mai 1983       | Siegfried Melzig   | 5. Januar 2003     | 8. Dezember 2005   | Norbert Meier     | 15. November 2020 | 26. Januar 2021   | Gino Lettieri        |                    |                    |                 |
| 2. Mai 1983       | 30. Juni 1985     | Luis Zacarias      | 9. Dezember 2005   | 17. Dezember 2005  | Heiko Scholz*     | 27. Januar 2021   | 1. Februar 2021   | Uwe Schubert*        |                    |                    |                 |

* = Interimscoach

## Fans und Vereinskultur

### Anhängerschaft und Zuschauerwerte
Die meisten Anhänger des Vereins stammen aus der Stadt Duisburg und ihrer Umgebung. Gemäß einer Studie mit Datengrundlage aus dem Jahr 1998 stammt rund die Hälfte der Fans aus Duisburg selbst, wohingegen etwa 20 Prozent mehr als dreißig Kilometer vom Stadion entfernt leben. Lokale Vorverkaufsstellen zum Erwerb von Eintrittskarten für Heimspiele existieren neben verschiedenen Standorten in Duisburg auch in Mülheim an der Ruhr und im Kreis Wesel (Dinslaken, Moers, Voerde und Wesel).
Prominente Fans des Vereins sind Hilmi Sözer, Jürgen Hingsen, der im realen Leben bei der Duisburger Kriminalpolizei tätige TV-Kommissar Bernhard Kuhnt, der fiktive Tatort-Kommissar Horst Schimanski, RTL Let’s Dance-Juror Joachim Llambi, der Spitzenmanager Klaus Engel, die Band Mallorca Cowboys und der Komiker Markus Krebs. Weiterhin bekennen sich der ehemalige NRW-Innenminister Ralf Jäger, der früher in der Jugend des MSV spielte, der aus Duisburg stammende Bundestagsabgeordnete Mahmut Özdemir, der Duisburger Oberbürgermeister Sören Link sowie die ehemalige Bundestagspräsidentin Bärbel Bas als Anhänger des Klubs.

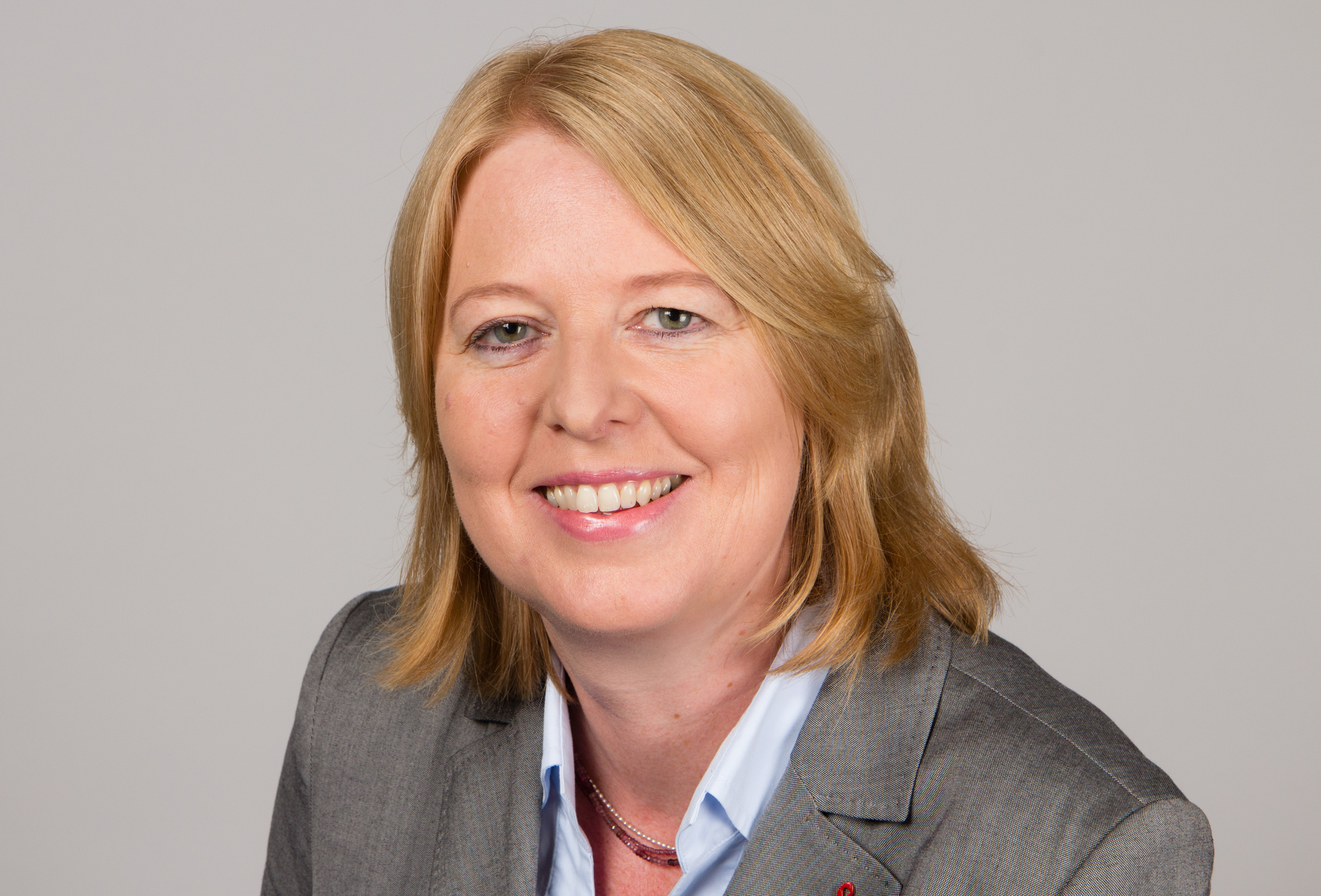
Die ehemalige Bundestagspräsidentin Bärbel Bas ist MSV-Fan

Die Zuschauerzahl entwickelte sich seit 1980 tendenziell positiv, war allerdings von der Ligazugehörigkeit abhängig. Um 1980 bildeten durchschnittlich rund 17.000 Menschen das Publikum. Nach dem Abstieg im Jahr 1982 sank der Wert in den vierstelligen Bereich und erreichte mit 2.342 im Austragungszeitraum 1985/86 einen Tiefstand. Zugleich erfolgte der sportliche Sturz ins Amateurlager, doch die 1989 erreichte Rückkehr in den Profifußball sorgte für ein gesteigertes Interesse, und in der Bundesliga lag die durchschnittliche Besucherzahl häufig bei über 20.000. In den Erstligasaisons 2005/06 und 2007/08 lag sie bei knapp über 25.000 und pendelte sich nach dem Wiederabstieg 2008 bei etwas weniger als 15.000 Zuschauern ein. Auch in der dritten Liga bestritt der MSV seine Heimspiele stets vor fünfstelliger Kulisse.
Bedingt durch zahlreiche weitere namhafte Vereine in der nahen Umgebung war der Verein bei der Gewinnung von Zuschauern und Sponsoren stets einem harten Konkurrenzkampf ausgesetzt. Vor dem Zweiten Weltkrieg gab es in Duisburg eine ganze Reihe sportlich erfolgreicher Mannschaften und bis zur Aufnahme in die Bundesliga 1963 war der Verein starker stadtinterner Konkurrenz ausgesetzt. In der Oberliga West lagen der Duisburger Spielverein und Hamborn 07 in der Zuschauergunst teils vor dem MSV. Mit durchschnittlich 7.500 Besuchern lag der Verein in der Saison 1960/61 im Ligavergleich beispielsweise weit hinten, während die Stadtkontrahenten jeweils mehr als 10.000 Zuschauer pro Partie aufweisen konnten. Zwar verloren die anderen Duisburger Vereine ab 1963 stark an Bedeutung, doch besteht durch weitere Klubs im Ruhrgebiet und dessen Umgebung noch heute ein sehr ausgeprägter Konkurrenzdruck. Die Universität Duisburg-Essen veröffentlichte 2011 eine Studie, wonach der Verein als traditionsreich und in hohem Maße regional verwurzelt gesehen wird. Sie bescheinigte ihm ein großes Markenpotenzial.
Nachdem im Vorfeld der Saison 2013/14 der Lizenzentzug für den damaligen Zweitligisten bekannt geworden war, organisierten seine Anhänger zahlreiche Unterstützungs- und Protestaktionen, darunter einen Marsch zum Stadion mit rund 6.000 Teilnehmern. Nach Ansicht von Verantwortlichen des MSV war die dadurch erreichte positive Aufmerksamkeit beim DFB und bei Sponsoren von großer Bedeutung für den Erhalt der Lizenz für die dritte Liga und die weitere Entwicklung des Vereins. Laut der Zeitschrift 11 Freunde offenbarte sich auch in den nachfolgenden Drittligajahren bis zum Wiederaufstieg 2015 eine deutlich gewachsene Unterstützungsbereitschaft, die sich unter anderem durch einen deutlichen Zuwachs beim Dauerkartenverkauf zeigte. Besonders in früheren Zeiten wurde dem Duisburger Publikum zugleich ein sehr kritischer Umgang mit sportlichem Misserfolg unterstellt.
Die Zahl der Vereinsmitglieder hat sich im 21. Jahrhundert deutlich gesteigert. In der Mitte des Jahres 2009 gehörten dem Verein 3.138 Personen an. Vor allem infolge des Zwangsabstiegs 2013 ergab sich ein deutlicher Mitgliederzuwachs, weswegen der Wert bis zum Jahresende 2014 auf 7.008 anwuchs. 2025 überschritt der MSV erstmals die Marke von 10.000 Mitgliedern. 

### Fanclubs, Fanprojekt und Ultras
Der erste Fanclub des damaligen Bundesligisten entstand im Dezember 1973 unter dem Namen „MSV-Fan-Club“. 1975 schlossen sich weitere Anhänger unter dem Namen „Die Zebras“ zusammen. Durch den Zusammenschluss beider Organisationen im Verlauf der Saison 1975/76 wurden der 150 umfassende Fanclub „Die Zebras 74“ geschaffen. Die Anzahl der offiziellen Fanclubs wuchs in den nachfolgenden Jahrzehnten stark an und lag in der Spielzeit 2008/09 bei 65 Institutionen dieser Art.
Das „Fanprojekt Duisburg“ ist eine soziale Einrichtung für die Anhänger des Vereins. Es bietet verschiedene Formen der Unterstützung für Fans, organisiert eigene Veranstaltungen und bemüht sich um Gewaltprävention. Es entstand 1994 unter der Trägerschaft des Kinder und Jugendhilfe e. V. und wurde 1997 in einen eigenständigen Verein namens Fanprojekt Duisburg e. V. umgewandelt.
Im Verlauf der Saison 1997/98 formierten sich in Duisburg Anhänger der Ultra-Bewegung und gründeten im nachfolgenden Sommer die Gruppe Ultras Duisburg 98. Diese wuchsen zwischenzeitlich auf rund 50 Mitglieder an, doch interne Konflikte und Druck von außerhalb sorgten 2001/02 für ihre faktische Auflösung. Ab 2003 nahm die Gruppe ihre Aktivität wieder auf und etablierte die Durchführung von Choreografien als wichtiges Stilelement. Im Sommer 2007 wurden die Ultras Duisburg 98 aufgelöst und von der neugegründeten Kohorte Duisburg beerbt. Die bereits in der Vorsaison gegründete Jugendultragruppe Jungspunde wurde dabei übernommen. Als weitere Ultragruppe des MSV besteht die im Februar 2007 gegründete Proud Generation Duisburg (PGDU). Deren Mitglieder sahen sich anfänglich nicht eindeutig als Ultras, nahmen aber 2012 endgültig diese Ausrichtung an.

### Vereinslieder
Der MSV-Schlager Zebratwist wurde 1963 von den Fans Heinz-Georg Bangert und Walter Bovelet geschrieben und von Hans Blum aka Henry Valentino produziert und veröffentlicht. Am 11. Januar 1964 wurde es im Vorfeld der Partie gegen den Karlsruher SC von Peter Steffen uraufgeführt. Der Refrain beantwortet die anekdotisch überlieferte Frage Uwe Seelers, wo denn dieses Meiderich liege, und geht in den Strophen auf das damalige Spielgeschehen ein. Der damalige Trainer Rudolf Gutendorf kam auf die Idee, den Zebratwist regelmäßig über die Stadionlautsprecher laufen zu lassen, was damals ein Novum war, und das Lied deswegen als älteste offizielle Hymne der Bundesliga gilt. Der Twist dient in unveränderter Form bis heute als Torhymne.
Neben dem Zebratwist wurde 2004 zudem ein weiteres auf den Verein bezogenes Lied mit dem Titel MSV-Hymne eingeführt. Auch das Duisburg-Lied, welches 1994 unter Mitwirkung des Spielers Peter Közle entstand und sich auf die gesamte Stadt bezieht, wird vor jedem Heimspiel wiedergegeben.

### Stadionhefte
Der MSV Duisburg hatte bis zum heutigen ZebraMagazin viele Vorgängerhefte, u. a. Die Zebra-Fibel, MSV-Echo und MSV-Kurier. Diese Hefte werden bei bekannten Internettauschbörsen heute immer noch angeboten. Sammler zahlen für sie hohe Preise.
Außerdem geben die Ultragruppierungen eigene Infoflyer heraus. Die Kohorte verteilt bei jedem Heimspiel ein solches Blatt unter dem Namen „Worte der Kohorte“. Die Proud Generation Duisburg veröffentlicht zum selben Anlass einen Flyer mit dem Titel „Hafenpost“.

### Der Verein als Gegenstand von Filmen
1984 erschien die Tatort-Folge Zweierlei Blut, deren Handlung unter anderem im Wedaustadion spielt. Der 2012 herausgebrachte Kinderfilm Pommes essen erzählt die Geschichte von drei Schwestern, welche an einem Wettbewerb um die Durchführung des Stadioncaterings in Duisburg teilnehmen und dabei letztlich Erfolg haben. Im März 2014 erschien mit Meidericher Vizemeister der erste Teil der Dokumentationsserie Von Anfang bis Westende, die sich mit der Geschichte des Vereins befasst. 2022 erschien bei RTL+ die Dokumentation MSV – Mein Herz schlägt numa hier, in welcher die Mannschaft in der Saison 2021/2022 begleitet wird.

### Rivalitäten
Durch viele Auf- und Abstiege in seiner Vereinsgeschichte hat der MSV Duisburg keine klassische Erzrivalität, wie sie beispielsweise zwischen dem FC Schalke 04 und Borussia Dortmund oder zwischen Borussia Mönchengladbach und dem 1. FC Köln besteht. Gewisse Rivalitäten bestehen zu verschiedenen Vereinen aus der Region wie beispielsweise zu Rot-Weiss Essen, Rot-Weiß Oberhausen, Fortuna Düsseldorf, Preußen Münster, VfL Bochum sowie dem FC Schalke 04, deren jeweilige Wichtigkeit aber stark von der aktuellen Ligenzugehörigkeit der „Zebras“ abhängt.
Freundschaftliche Kontakt pflegt die Kohorte Duisburg besonders intensiv zur „Ultraszene Mainz“. Diese äußert sich durch regelmäßige, gegenseitige Spielbesuche. Historisch existiert zudem auch eine Fanfreundschaft zu Eintracht Frankfurt, welche hingegen eher von den älteren Fans gepflegt wird aber auch in sozialen Medien und durch gegenseitige Spielbesuche und Banner sehr präsent ist. 

## Spiel- und Trainingsstätten

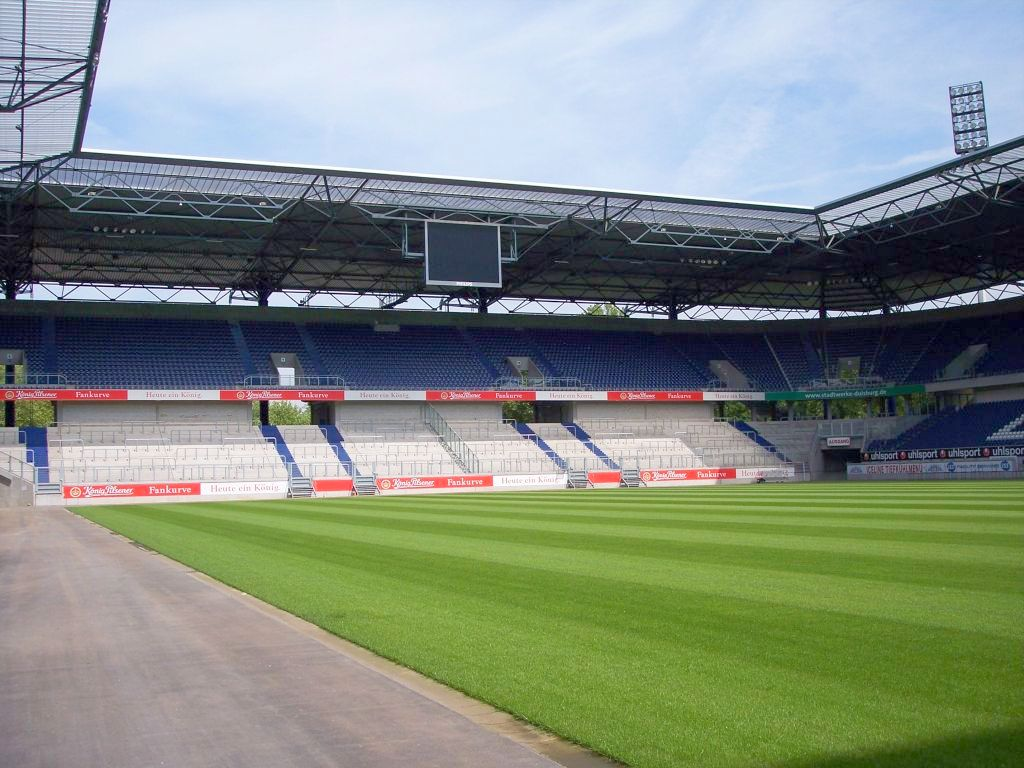
Schauinsland-Reisen-Arena im Sportpark Duisburg

Seine Heimspiele trägt der MSV Duisburg in der 2005 fertiggestellten Schauinsland-Reisen-Arena aus, welche im Sportpark Duisburg liegt. Die Zuschauerkapazität liegt bei 31.500 Plätzen, von denen 22.082 als Sitz- und 7039 als Stehplätze ausgewiesen sind. Hinzu kommen noch 1537 Business-Sitzplätze, 46 Plätze für Rollstuhlnutzer, 41 Logen mit insgesamt 420 Sitzplätzen und 124 Plätze auf der Pressetribüne.
Eine Besonderheit war der Bau des neuen Stadions, da es während des laufenden Spielbetriebes an der Stelle des alten Wedaustadions errichtet wurde. So wurde die Grundsteinlegung am 17. Oktober 2003 vor dem Spiel gegen Rot-Weiß Oberhausen gefeiert, am 18. April 2004 wurden die ersten beiden Tribünen eröffnet (Nord- und Osttribüne), und am 12. September desselben Jahres wurde vor dem Spiel gegen Rot-Weiss Essen die Südtribüne eröffnet. Noch im November wurde beim Spiel gegen Alemannia Aachen mit der Haupttribüne die letzte Tribüne eröffnet, endgültig waren die Bauarbeiten im Februar 2005 abgeschlossen.
Bis dahin wurden die Spiele im Wedaustadion ausgetragen. In den 50er Jahren wurde es bereits vom MSV genutzt, in den Jahren, in denen er der einzige Verein der Stadt Duisburg in der Oberliga West war, vorher nutzte das Stadion der Duisburger SpV. Zuvor spielten die Zebras nur einmal in Wedau, 1929, als sie gegen Schalke um die westdeutsche Meisterschaft spielten. Ab der Bundesligasaison 1963/64 wurde das Stadion dann die ständige Heimspielstätte des MSV Duisburg, der von da an sein Quellgebiet verließ.
Das Quellgebiet in Meiderich dient heute nur noch als Trainingsgelände, lediglich die Amateurmannschaft und der Nachwuchs tragen dort ihre Spiele aus. Anfangs spielten die Zebras nur auf einer Wiese auf dem Gelände an der Westender Straße, welche 1921 durch das Stadion Meiderich (27.000 Plätze), Heimspielstätte der Zebras bis 1963, und Trainingsplätze ersetzt wurde. Heute fasst das Stadion, in dem die Amateurmannschaft spielt, 5.000 Zuschauer. Neben dem Vereinshaus befindet sich auch noch das 1999 errichtete 1500 m² große Trainingszentrum in Meiderich. Dieses verfügt über eine Ruheoase, eine Sauna, ein Entmüdungsbecken, einen Fitnessraum, einen Massage- und Physiobereich und einen Konferenzraum für Besprechungen. Für das Nachwuchsleistungszentrum wird 2016 ein 500 m² Funktionsgebäude errichtet. Es verfügt über Umkleidekabinen, einen Raum für Besprechungen, Büros und die medizinische Abteilung. 2018 wird der letzte Ascheplatz durch einen Multifunktionsplatz ersetzt. Das Trainingsgelände verfügt über 9 Sportplätze und eine Mehrzwecksporthalle.